# Grignan
Pour l’article homonyme, voir Grignan-les-adhémar.
Grignan est une commune française située dans le département de la Drôme en région Auvergne-Rhône-Alpes.

## Géographie

### Localisation

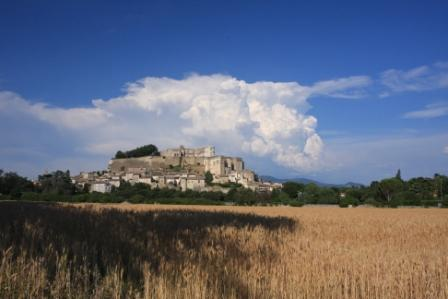
Grignan depuis le sud-ouest en juin 2014, avec un cumulonimbus.

Grignan est située sur la façade est du couloir rhodanien, dans la  Drôme provençale, sud du département de la Drôme (à 77 km au sud de Valence (préfecture), non loin du département du Vaucluse (à 68 km d'Avignon), à proximité du mont Ventoux, dans le Tricastin.
Grignan est située à 177 km de Lyon (par l'A7 prise à Montélimar-sud), à 156 km de Marseille (par l'A7 prise à Orange et à environ 169 km (par l'A7 et l'A49) de Grenoble.
La commune se trouve dans la zone d'emploi et dans le bassin de vie de Valréas.

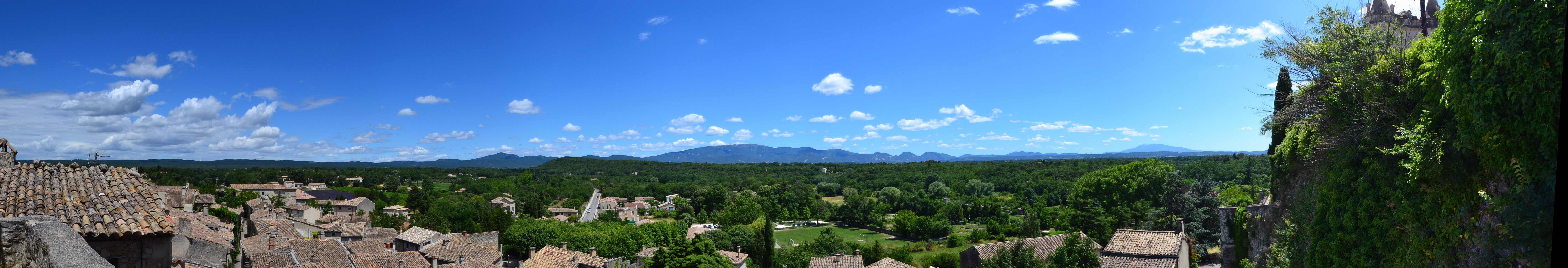
Paysage de la commune.

### Communes limitrophes
Les communes limitrophes sont Montjoyer, Chamaret, Chantemerle-lès-Grignan, Colonzelle, Réauville, Salles-sous-Bois, Taulignan et Grillon.

### Relief et géologie
La superficie de la commune est de 43,43 km2 ; son altitude varie de 130  à   471 mètres.
Le village de Grignan (197 m) est situé sur un piton rocheux, au cœur de la plaine du Tricastin, entourée de reliefs du nord au sud-est, et limitée à l'ouest par le Rhône[réf. nécessaire].
Sites particuliers :
- Commune Barret
- Grande Combe
- Montagne de la Série (475 m)
- Montines (274 m).
- Serre Blanc
- Serre des Lèches
- Serre du Fraysse
- Serre Marquis (165 m)

Au nord, la montagne de la Série, petit massif d'environ 500 m, est la limite avec la plaine de la Valdaine. Ce petit massif est reconnaissable à ses éoliennes[réf. nécessaire].

### Hydrographie

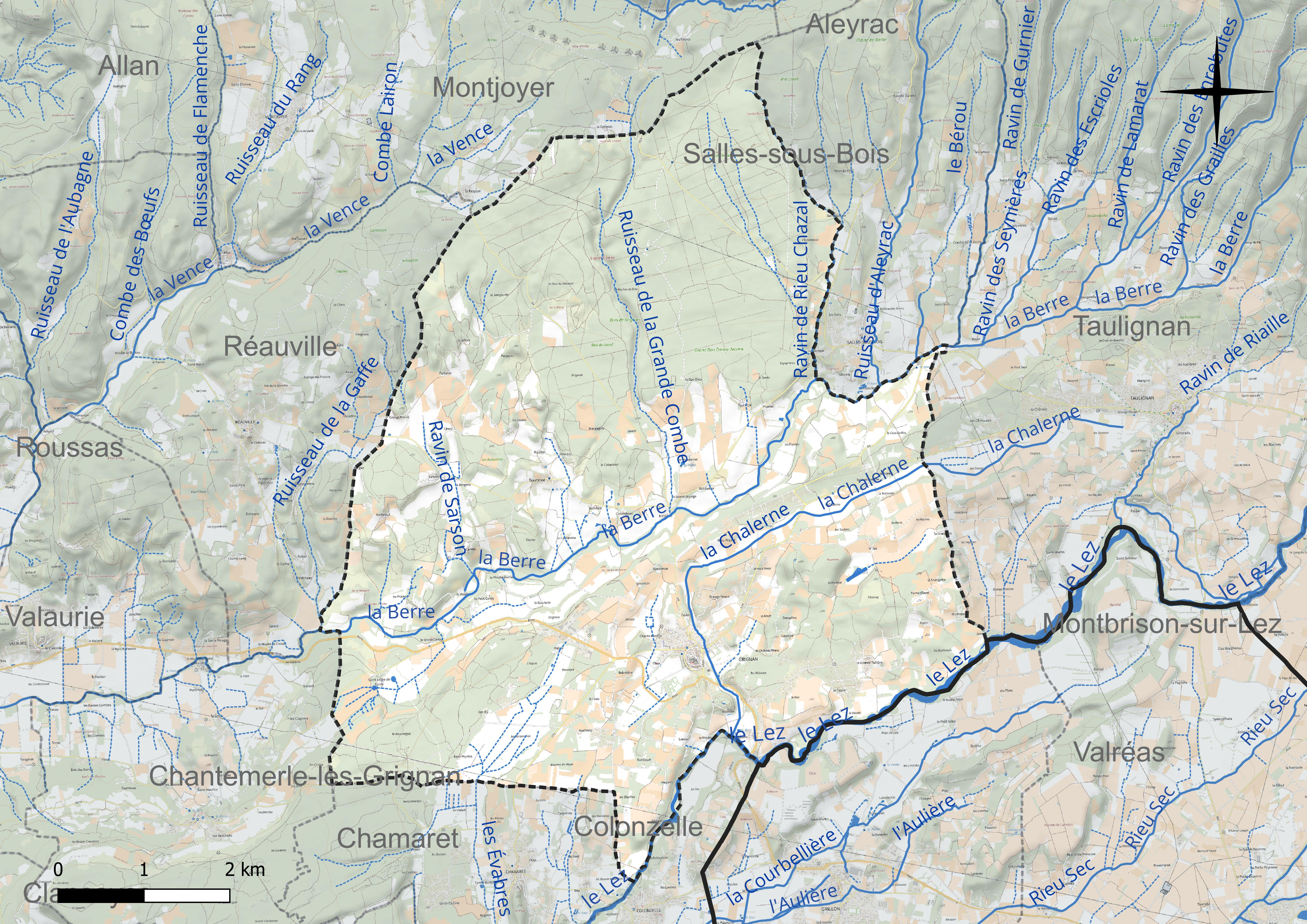
Carte hydrographique de la commune.

La commune de Grignan est arrosée par les cours d'eau suivants :
- la Berre ;
- la Chalerne, un affluent de 8 km du Lez[4].
- le Lez ;
- le Ravin de Rieu Chazal ;
- le Ravin de Sarson ;
- le Ravin des Prades ;
- le Ruisseau de la Grande Combe, continuation du Rieu Marcon.

### Climat
Pour des articles plus généraux, voir Climat d'Auvergne-Rhône-Alpes et Climat de la Drôme.
En 2010, le climat de la commune est de type climat méditerranéen altéré, selon une étude du CNRS s'appuyant sur une série de données couvrant la période 1971-2000. En 2020, Météo-France publie une typologie des climats de la France métropolitaine dans laquelle la commune est exposée à un climat méditerranéen et est dans la région climatique Provence, Languedoc-Roussillon, caractérisée par une pluviométrie faible en été, un très bon ensoleillement (2 600 h/an), un été chaud (21,5 °C), un air très sec en été, sec en toutes saisons, des vents forts (fréquence de 40 à 50 % de vents> 5 m/s) et peu de brouillards.
Pour la période 1971-2000, la température annuelle moyenne est de 13,1 °C, avec une amplitude thermique annuelle de 17,3 °C. Le cumul annuel moyen de précipitations est de 851 mm, avec 6,1 jours de précipitations en janvier et 3,6 jours en juillet. Pour la période 1991-2020, la température moyenne annuelle observée sur la station météorologique de Météo-France la plus proche, sur la commune de Taulignan à 6 km à vol d'oiseau, est de 14,0 °C et le cumul annuel moyen de précipitations est de 842,4 mm,. Pour l'avenir, les paramètres climatiques de la commune estimés pour 2050 selon différents scénarios d'émission de gaz à effet de serre sont consultables sur un site dédié publié par Météo-France en novembre 2022.

### Milieux naturels et biodiversité

#### Flore
Forêts (bois) de Grignan et de Salles.
La flore est assez nettement méditerranéenne,.
Grignan est situé dans la zone de l'olivier, même si sa culture n'est pas traditionnelle en raison d'une exposition trop forte au mistral.
Les essences d'arbres spontanées les plus fréquemment rencontrées sur le territoire communal sont le chêne vert et le chêne pubescent. On peut aussi trouver des pins d'Alep, des pins maritimes, des aulnes des rivières et des peupliers blancs le long des cours d'eau. Les filaires, genévriers de Phénicie ou érables de Montpellier se rencontrent plutôt dans des stations bien exposées des communes proches (Réauville) avec des plantes comme les cistes, les pistachiers térébinthes, les asperges sauvages (bien moins nombreuses que plus au sud), la badasse, etc.

#### Faune
La faune est assez riche, avec la présence d'une flore méditerranéenne, d'une flore continentale, d'insectes assez méditerranéens (empuses juvéniles, mantes décolorées par exemple). On note la présence d'oiseaux méditerranéens (estivale, comme pour le guêpier d'Europe ou le rollier d'Europe, permanente comme pour la cisticole des joncs qui parvient à passer les hivers pas trop froids) en plus des espèces assez ubiquitaires (chevreuil européen, lièvre d'Europe, renard roux, etc.). Toutefois, il n'existe plus vraiment d'endroit véritablement sauvage : la plupart des bois sont des forêts secondaires ; les cultures de lavandins ou de chênes truffiers sont peignées en rangs ; les truffières sont de plus en plus protégées par des grillages et des clôtures électriques ; les maisons neuves occupent de plus en plus d'espace. Une réflexion est cependant menée par la municipalité sur la meilleure manière de répondre aux impératifs de la démographie humaine sans trop nuire à l'identité du terroir[réf. nécessaire].

## Urbanisme

### Typologie
Au 1er janvier 2024, Grignan est catégorisée bourg rural, selon la nouvelle grille communale de densité à 7 niveaux définie par l'Insee en 2022.
Elle est située hors unité urbaine et hors attraction des villes,.

### Occupation des sols

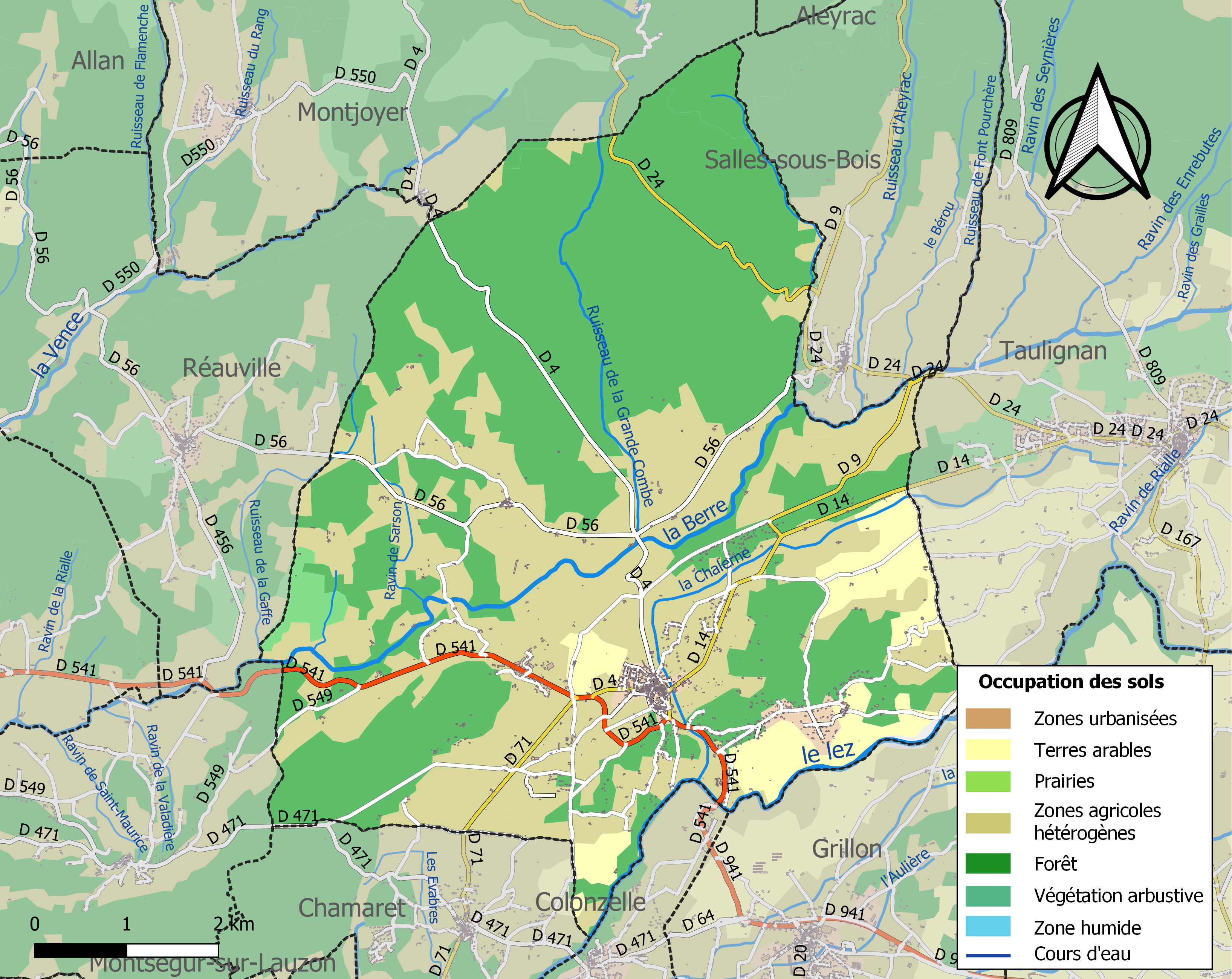
Carte des infrastructures et de l'occupation des sols de la commune en 2018 (CLC).

L'occupation des sols de la commune, telle qu'elle ressort de la base de données européenne d’occupation biophysique des sols Corine Land Cover (CLC), est marquée par l'importance des forêts et milieux semi-naturels (53,1 % en 2018), une proportion sensiblement équivalente à celle de 1990 (53,2 %).
La répartition détaillée en 2018 est la suivante : forêts (51,9 %), zones agricoles hétérogènes (39,3 %), cultures permanentes (6,3 %), zones urbanisées (1,3 %), milieux à végétation arbustive et/ou herbacée (1 %), espaces ouverts, sans ou avec peu de végétation (0,2 %).
L'évolution de l’occupation des sols de la commune et de ses infrastructures peut être observée sur les différentes représentations cartographiques du territoire : la carte de Cassini (XVIIIe siècle), la carte d'état-major (1820-1866) et les cartes ou photos aériennes de l'IGN pour la période actuelle (1950 à aujourd'hui).

### Quartiers, hameaux et lieux-dits
Selon le site Géoportail (carte IGN) :
- Aubenas
- Baumesse
- Bayonne
- Beau Regard
- Bédarès
- Bellefont
- Bel Œil
- Belvédère
- Bessas
- Blaches de Meyer
- Bois de Grignan
- Bois de Janiol
- Bois de Salles
- Bouveyri
- Bramarel
- Brigoule
- Carrois
- Chante-Perdrix
- Chapelle Saint-Vincent
- Chapus
- Chery
- Colombeau
- Courby
- Croix de Biscaire
- Croix du Grand Bon Dieu
- Cros
- Dagasse
- Donadieu
- Espeyrières
- Favier
- Ferme Clavel
- Font Peyrins
- Gapillon
- Geneston
- Graillon
- Grand Bois Donne Jeanne
- Grange Neuve (nord)
- Grange Neuve (sud)
- Grotte de Rochecourbière
- Guérine
- Hugues
- Janiol
- Jensel
- la Baronne
- la Bergerie
- la Bouchette
- la Caminette
- la Chalerne
- la Grande Tuilière
- la Grand-Grange
- la Grangette
- la Marconnette
- la Motte
- la Pérolle
- la Petite Tuilière
- la Rouvergue
- la Sanglarde
- le Bon Dieu
- l'Écharassas
- le Château Blanc
- le Colombier
- le Cros du Mas
- le Devès
- le Figuier
- le Foulon
- le Four du Moussu
- le Grand Cordy
- le Haut Roset
- le Jas
- le Mas
- le Moulin (nord)
- le Moulin (sud)
- le Moulin Dumas
- le Moutonnet
- le Petit Cordy
- les Blaches
- les Bramarels
- les Buissières
- les Carrières de Rouvergue
- les Côtes
- les Faysses
- les Grenouilles (?)
- les Grès
- les Lioures
- les Marsenches
- les Prades
- les Rébavas
- les Roches
- les Roches de Brès
- les Séries de Berre
- l'Estang
- les Tauliers
- le Tondu
- Marangois
- Marianne
- Nachony
- Panperdu
- Pommier
- Pont du Lez
- Portalier
- Pradier
- Prieuré de l'Emmanuel
- Puzin
- Rambaud
- Renaudier
- Rochebouteille
- Roustan (nord)
- Roustan (sud)
- Saint-André de Cordy
- Sarson
- Sauvan
- Sorberie
- Tourrette
- Toutyfaut
- Venedey

Anciens quartiers, hameaux et lieux-dits :
- Grignaneau est un quartier attesté en 1891. Il était dénommé Grignaneuve au XVIIIe siècle sur la carte de Cassini[20].

### Habitat et logement
En 2021, le nombre total de logements dans la commune était de 1 129, alors qu'il était de 1 052 en 2016 et de 1 007 en 2011. Parmi ces logements, 68,7 % étaient des résidences principales, 21,6 % des résidences secondaires et 9,6 % des logements vacants. Ces logements étaient pour 81,7 % d'entre eux des maisons individuelles et pour 18 % des appartements. Le tableau ci-dessous présente la typologie des logements à Grignan en 2021 en comparaison avec celle du Drôme et de la France entière. Une caractéristique marquante du parc de logements est ainsi une proportion de résidences secondaires et logements occasionnels (21,6 %) supérieure à celle du département (8 %) et à celle de la France entière (9,7 %).
| Typologie                                               | Grignan | Drôme | France entière |
| ------------------------------------------------------- | ------- | ----- | -------------- |
| Résidences principales (en %)                           | 68,7    | 83,6  | 82,2           |
| Résidences secondaires et logements occasionnels (en %) | 21,6    | 8     | 9,7            |
| Logements vacants (en %)                                | 9,6     | 8,4   | 8,1            |

### Planification de l'aménagement
Après avoir été en zone de protection du patrimoine architectural, urbain et paysager (ZPPAUP), la commune est en aire de mise en valeur de l'architecture et du patrimoine (AVAP). Les modifications qui sont apportées au bâti existant sont soumises à une autorisation de l'architecte des Bâtiments de France[réf. nécessaire].

### Voies de communication et transports
La commune est desservie par les routes départementales RD 541 depuis Grillon à l'est, ou Valaurie à l'ouest, RD 71, depuis Chamaret au sud, et Taulignan au nord, ainsi que par les RD 4, 9, 14, 24, 56 et 549.
Les péages les plus proches (autoroute A7) sont à Montélimar-Sud (depuis le nord) et Bollène (depuis le sud).
De 1907 à 1932, la commune était desservie par le Chemin de fer Taulignan-Grignan-Chamaret, une ligne de chemin de fer secondaire annexe de celle de Pierrelatte à Nyons[réf. nécessaire].
Plusieurs lignes de transport en commun desservent la commune de Grignan :
- no 36 : Montélimar - Grignan - Valréas[22].
- no 45 : Pierrelatte - Saint-Paul-Trois-Châteaux - Grignan - Valréas - Nyons[23].
- TER no 71 : Montélimar - Nyons[24].

### Risques technologiques et naturels

#### Risques sismiques
La commune de Grignan a été touchée par un tremblement de terre d’intensité V-VI sur l’échelle MSK en 1934. Il s’agit d’un essaim de séismes se produisant commençant le 1er mai 1934 et se terminant en décembre, qui n’occasionne que quelques fissures dans les plâtres.

## Toponymie
Selon le dictionnaire topographique du département de la Drôme :
- 1119 : castrum de Grainan (Juénin, Histoire de Tournus, 145).
- 1178 : castrum Gramnat (Juénin, Histoire de Tournus, 174).
- 1253 : Grasignanum (archives de la Drôme, E 2442).
- 1262 : Graignanum (cartulaire de Montélimar, 20).
- 1276 : Greynihani (Nadal, Les Adhémar, 253).
- 1280 : Grasinhanum (Nadal, Les Adhémar, 23).
- 1285 : Grainanum (archives de Taulignan).
- 1295 : Greygna (La Mure, Histoire de Forez, III, 84 bis).
- 1296 : territorium et castrum de Graignano (inventaire des dauphins, 254).
- XIIIe siècle : Grainiha (sceau à M. Flachaire de Roustan).
- 1301 : Grasinanum (archives Morin-Pons).
- 1329 : Grenhano (cartulaire de Saint-Paul-Trois-Châteaux).
- 1334 : mention de l'église Saint-Vincent : ecclesia Sancti Vincentii de Greynhano (Long, notaire à Grignan) (et[28]).
- 1341 : Greynhanum (cartulaire de Montélimar, 46).
- 1361 : castrum de Grayano et Grayhano (choix de documents, 87).
- 1375 : Guïrinhan et dominus de Guirinhani (inventaire Morin-Pons, I, 87 et 89).
- 1383 : Granyanum et Graynhanum (cartulaire de Montélimar, 76).
- 1395 : Grainham et Grigne (ann. d'Aiguebelle, I, 524 et 528).
- XIVe siècle : mention de la paroisse : capella de Greignhano (pouillé de Die).
- 1415 : mention de la paroisse : capella de Greyniano (archives de la Drôme, fonds de l'évêché de Die).
- 1442 : castrum Greniani (choix de documents, 279).
- 1444 : Grignen (cartulaire de Montélimar, 121).
- 1449 : mention de la paroisse : capella de Greygnhano (pouillé historique).
- 1461 : Graignanum (Bull. de la Soc. d'archéol., XIX, 238).
- 1498 : Graynhanum (Mss. de Peiresc).
- 1500 : Grinhianum (Bull. de la Soc. d'archéol., XIX, 238).
- 1510 : Grehan (inventaire Morin-Pons, I, 139).
- 1513 : locus Greyhani (Long, notaire à Grignan).
- 1516 : mention du chapitre : collegium ecclesie de Grignano (rôle de décimes).
- 1520 : Greignanum (archives municipales de Grignan).
- 1523 : Grenhan (de Coston, Histoire de Montélimar, II, 152).
- 1524 : Grignanum (de Coston, Histoire de Montélimar, II, 152).
- 1525 : Grinhas (archives de la Drôme, E 4545).
- 1538 : mention du chapitre Saint-Jean : L'église collegialle de Saint-Jehan de Greynhe (Long, notaire à Grignan).
- 1540 : Greignan (inventaire Morin-Pons, I, 186).
- 1540 : mention de la nouvelle église Saint-Sauveur : ecclesia Sancti Salvatoris de Grignano (Long, notaire à Grignan).
- 1544 : mention de la nouvelle église Saint-Sauveur : L'église de Sainct-Salveur et de Sainct-Jehan de Greignan (Long, notaire à Grignan).
- 1891 : Grignan, chef-lieu de canton, arrondissement de Montélimar.

Autres sources :
- Vers 1138-1163 : Gradinano[29].
- 15 février 1555 : Greignan (inventaire du château de Grignan)[30].

Grignan viendrait du latin Gratinius, formé sur gratus « qui a de la grâce ».

## Histoire
Pour un article plus général, voir Histoire de la Drôme.

### Préhistoire
Vestiges préhistoriques.

### Protohistoire
Présence d'un oppidum.
À l'emplacement du château actuel, une occupation protohistorique et antique est attestée par des tessons de céramique mais les traces d'habitat n'ont pas été retrouvées.

### Antiquité: les Gallo-romains
- Vestiges gallo-romains : tombe, borne milliaire[11].
- Colonne romaine avec inscription latine (actuellement présentée à la mairie)[réf. nécessaire].

### Du Moyen Âge à la Révolution
L'histoire médiévale de Grignan semble commencer à Cordy (à l'ouest du village) et à la Motte.
845 : Grignan est rattaché au royaume de Provence[source insuffisante].
XIe siècle : un castrum est édifié[réf. nécessaire].

Le bourg castral est mentionné dès 1105 et se développe aux XIIIe et XIVe siècles.

Le village, qui s'étend au pied et tout autour de son château, restera abrité à l'intérieur de ses murailles jusqu'à la fin du XVe siècle[réf. nécessaire].
La seigneurie
La seigneurie :
- Au point de vue féodal, Grignan était une baronnie appartenant aux Adhémar.
- 1257 : les Adhémar l'hommagent aux comtes de Provence et donnent aux habitants des libertés municipales.
- 1558 : Grignan devient le chef-lieu d'un comté comprenant Grignan et Chamaret, Chantemerle, Clansayes, Colonzelle, Montjoyer, Montségur, Réauville et Salles.
- 1561 : bien que légué aux Lorraine-Guise, l'héritage des Adhémar passe aux Castellane.
- 1714 : passe (par mariage) chez les Simiane-Treschenu.
- 1732 : le comté est vendu aux Félix du Muy, derniers seigneurs.

Histoire détaillée
Hughes Adhémar est le fondateur de la dynastie, baron de Grignan en 1045, mort entre décembre 1076 et avril 1077 (testament le 3 décembre 1076, confirmé par sa veuve Marthe de Toulouse le 3 mai 1077[source insuffisante]).

Ses successeurs :
- 1077-1095 : Giraud Ier ;
- 1095-1099 : Lambert, fils du précédent, mort en 1099 devant Jérusalem, sans postérité ;
- 1099-1121 : Giraud II, frère de Lambert, mort entre 1120 et 1121 ;
- 1121-1164 : Giraud III ;
- 1164-? : Giraud IV ;
- ?-? : Giraud V ;
- ?-1230 : Giraud VI, lègue sa baronnie à son neveu Giraudet, fils de Giraudet, seigneur de Nyons ;
- 1230-1240 : Giraudet, neveu de Giraud VI, sans postérité ;

1239 : à la suite des partages de la Provence en 1125 et 1195, les Adhémar se sentent menacés au nord par les comtes de Valentinois et au sud par les comtes de Toulouse. Ils prêtent hommage, pour tous leurs domaines, à Raymond-Béranger V, comte de Provence, afin d'obtenir sa protection.
Comme pour d'autres terres (Montdragon, Les Saintes-Maries-de-la-Mer, Les Baux, Salon, Aurons, Aureille, Entrevaux, Saint-Tropez appelé alors Saint-Nazaire, Monieux, Aurel, Saint-Trinit, Ferrassières), ces terres furent considérées comme petites terres et terres adjacentes par opposition aux grande terres de Provence. Les seigneurs de ces territoires ne pouvaient pas participer aux assemblées provinciales, et ces terres étaient imposées séparément.
Les monnaies trouvées dans les fouilles du château attestent surtout d'échanges avec le Comtat Venaissin voisin (monnaies papales).
Grignan restera une seigneurie de Provence jusqu'à la Révolution, enclavée en Dauphiné et jouxtant le Comtat Venaissin.
Les seigneurs de Grignan ont rendu de nombreux hommages aux comtes de Provence pour leur baronnie.
- 1240-1273 : Aimar, frère de Giraud VI, hérite de son neveu ;

1257 : dans l'inventaire du château de Grignan du 16 septembre 1776 (fait par des avocats de la cour d'Aix chargés de la succession de François de Grignan), une liasse est retrouvée, dans laquelle se trouve un hommage rendu au roi Charles de Provence et à madame Béatrix, son épouse, par Adhémard, seigneur de Grignan, en l'année 1257.
- 1273-1283 : Guillaume, dit le Gros ;
- 1283-1311 : Giraud VII ;
- 1311-1321 : Giraud VIII ;
- 1321-1360 : Giraud IX ;
- 1360-? : Giraud X ;
- ?-1395 : Giraud XI, sans héritier ;
- 1395-vers 1420 : Guyot, frère cadet de Giraud XI

(en 1419, Guyot Adhémar était devenu le chambellan de Louis III d'Anjou (1403-1434), comte de Provence et roi de Sicile.) ;
- Vers 1420-1462 : Giraud XII

(en 1482, son 3e fils, Guillaume, deviendra évêque de St Paul-Trois-Châteaux.) ;
- 1462-1470 : ?[réf. nécessaire] ;
- 1470-1490 : Giraud XIII, sans postérité ;
- 1490-1519 : Gaucher, frère du précédent

(en 1439, la sœur de Gaucher, Jeanne Adhémar, avait épousé Pierre de Glandevès, seigneur de Faucon et grand échanson du roi René d'Anjou dit le « Bon Roi René »[réf. nécessaire].)
(en 1456, Gaucher Adhémar avait été échanson (puis écuyer en 1475) de Louis, dauphin (puis roi sous le nom de Louis XI.)
Jusqu'en 1481, il rendit hommage, pour sa baronnie, aux comtes de Provence ;
- 1519-1559 : Louis.

Au milieu du XVIe siècle, le village s'étend hors de ses murs avec la construction de places et de lieux encore présents aujourd'hui. C'est le cas du Grand et du Petit Faubourg, de la promenade et du jeu du Mail (1550).

De cette même période, datent aussi l'édification de la collégiale Saint-Sauveur (1535-1542) et les grands travaux d'embellissement du château (1543–1557). Ces travaux transforment l'ancienne forteresse médiévale en un palais de la Renaissance[réf. nécessaire].
Le 15 février 1555, un inventaire du château de Grignan est rédigé. On y trouve d'anciens documents :
- p. 5 : ... ladite ville, terre, place et seigneurie de Grignan, assise dans le Comté de Valentinois, [...], au ressort toutefois de Provence, [...], dans le diocèse de Die.
- p. 26, CIIIIXXIII/II : item ung hommage faict par Giraud Adhaymar seigne(ur) de Greignan au conte de Prouvence de ladite barronye de Grignan et ses appartenences en datte de l'an mill deux cens nonante et le quinzième janvier 1290, [...], puis suivent de nombreux hommages des Adhémar au Comte de Provence.
- p. 27 : autre hommage faict par Giraud Adhyamar, seigneur de Greignan, à Jehanne, contesse de Prouvence, de ladite baronnye et ses appartenances et autres plusieurs terres.
- p. 29 : Aultre instrument d'hommage faict par Messire Loys Adhaymar de Monteil au Roy conte de Provence de ladite barronye de Greignan et ses dépendances [...] en datte de l'an mil cinq cens dix sept et le dixième décembre 1517.

Le 4 juin 1558, Louis Adhémar obtient l'érection de sa baronnie en comté en remerciement des services rendus auprès de François Ier puis d'Henri II. Ce dernier lui adjoint les terres de Chamaret, Aleyrac et Clansayes,.

Le comté de Grignan en Provence ne correspond pas exactement aux petites terres de Provence, puisque Chamaret, faisant partie du comté, y constitue une enclave dauphinoise, et que Aleyrac est dauphinois. Par ailleurs, Allan, hors du comté de Grignan, est une terre provençale.
En 1558, la maison de justice des seigneurs de Grignan comportait un bailliage (première instance) avec un juge (bailli), son lieutenant, un procureur et un greffier, ainsi qu’une cour d'appel ressortissant en partie au Parlement de Provence à Aix.

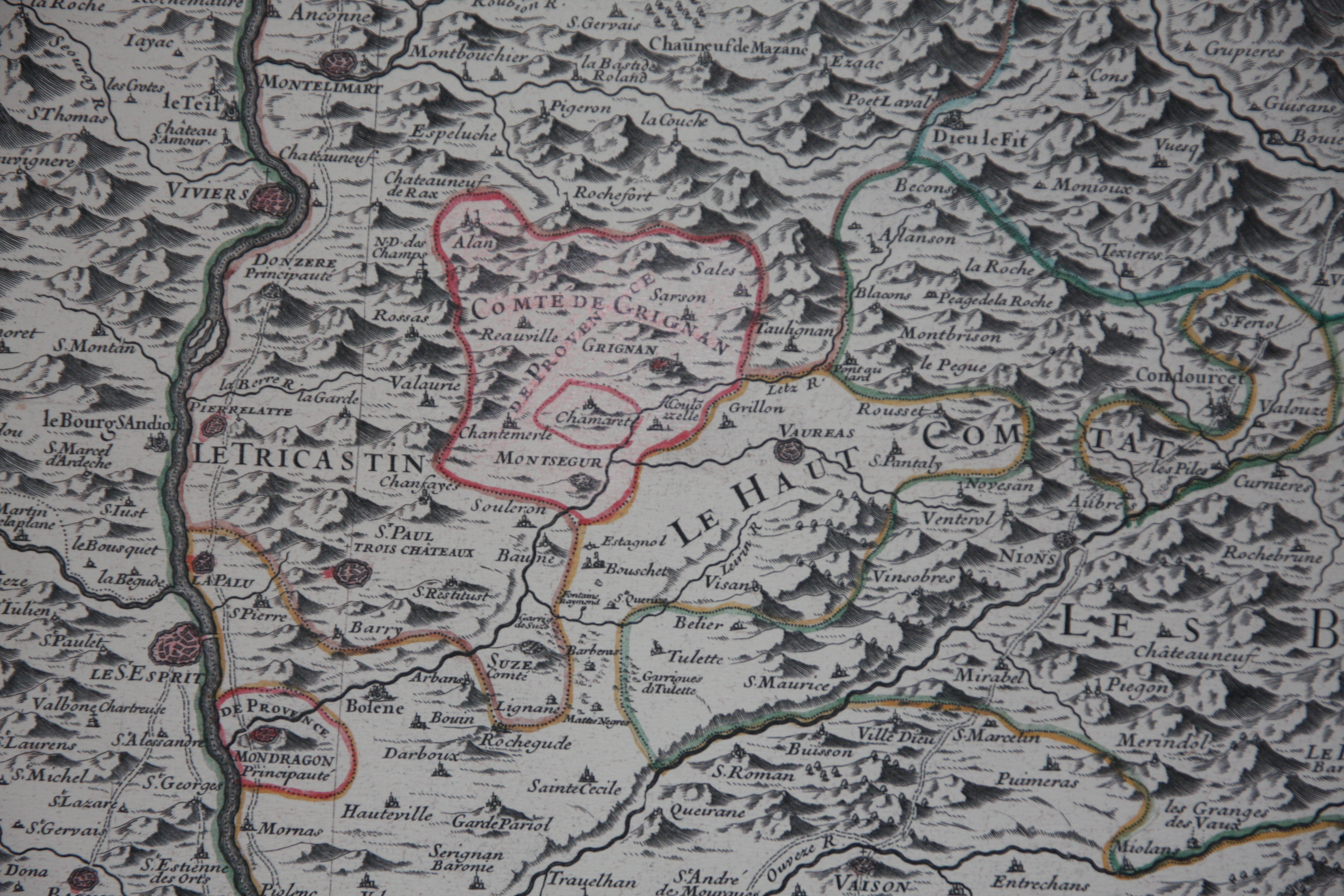
Carte du comté de Grignan de Provence aux environs de 1700.

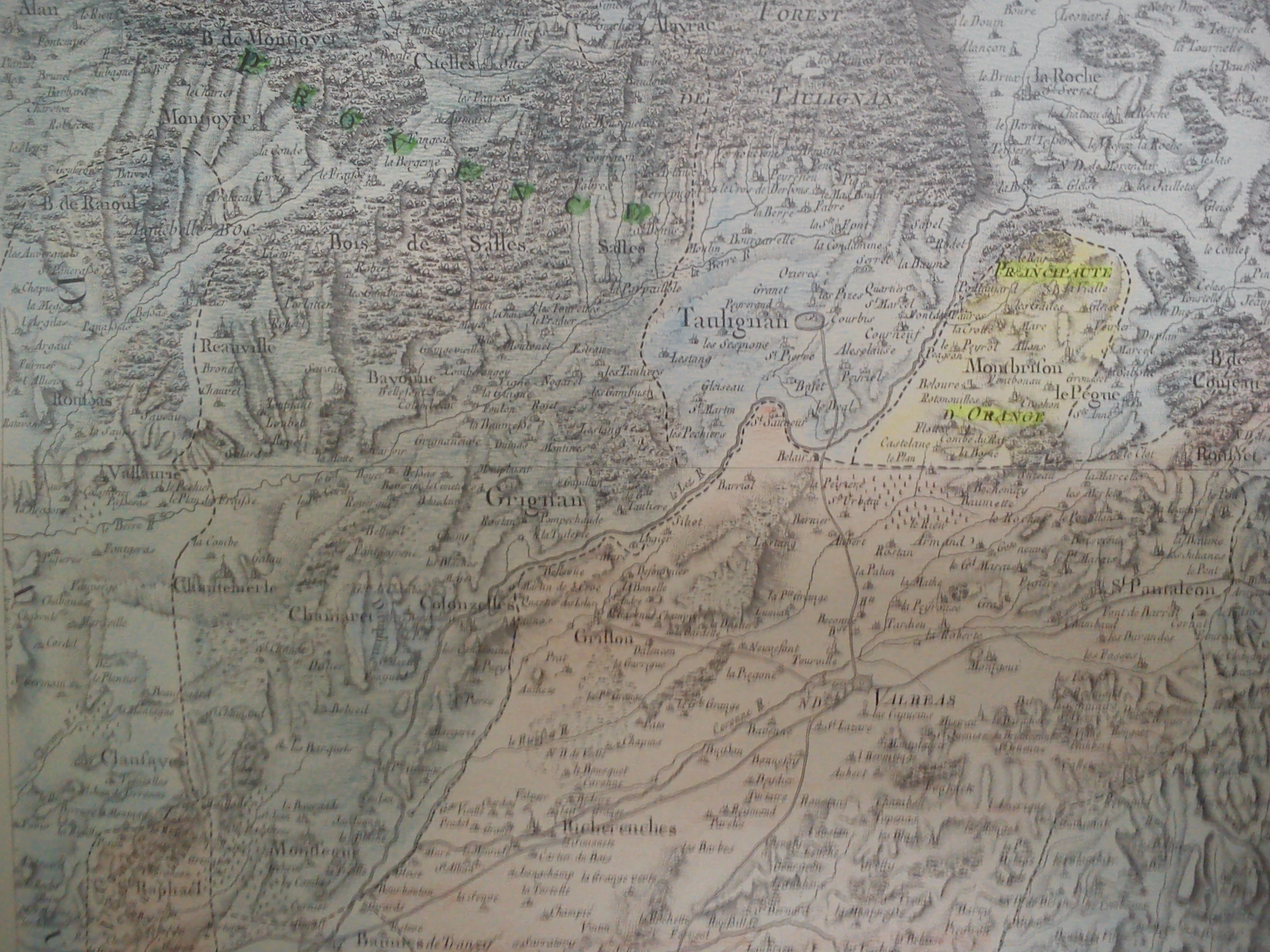
Carte de Cassini (XVIIIe siècle.

Le 19 octobre 1559, Louis décède sans héritier mâle, son neveu (fils de sa sœur Blanche Adhémar) lui succède et prend le nom de Gaspard de Castellane-Adhémar de Monteil. Il hérite du nom et des armes des Adhémar en obtenant du parlement de Toulouse l'annulation du testament de son oncle qui instituait comme légataire universel François de Lorraine, duc de Guise.

Ses successeurs, les Castellane-Adhémar, comtes de Grignan :
- 1563-1598 : Louis ;
- 1598-1624 : Louis-François ;
- 1624-1668 : Louis-Gaucher ;
- 1668-1714 : François Adhémar de Monteil de Grignan, gendre de l'épistolière Madame de Sévigné.

François de Grignan fut l'époux de la fille de Madame de Sévigné, Françoise Marguerite, avec qui il s'est marié en 1669. Leur union les amena à séjourner régulièrement au château de Grignan. La correspondance épistolaire qu'a entretenu la comtesse de Grignan avec sa mère qui résidait à Paris est devenue célèbre. La comtesse mourut en 1696 à Grignan et fut inhumée dans la collégiale Saint-Sauveur[réf. nécessaire].
Sous Louis XIV, François de Grignan fut nommé lieutenant général des armées en Provence pendant 45 ans. Il a participé à de nombreux sièges, dont Nice et Orange (qui sera ralliée à la couronne de France après la destruction du château des Nassau sur ordre de Louis XIV). Ses victoires apportent au bourg et au château une certaine notoriété durant le XVIIe siècle. Il est l'un des personnages illustres de la dynastie des seigneurs de Grignan.
Il est cependant resté dans l'ombre de son illustre belle-mère, madame de Sévigné, qui a donné son nom à de multiples endroits et établissements du village (Place Sévigné, Fontaine Sévigné, bar Le Sévigné, tabac Le Sévigné, hôtel Le Sévigné, Espace Sévigné (salle des fêtes), etc.).
Au XVIIIe siècle, la carte de Cassini (section de Vaison-la-Romaine) fait état des limites du comté de Grignan, qui est noté comme inclus en Provence, tandis que la ville adjacente de Taulignan est incluse dans le Dauphiné.
En février 1740, une procédure est faite à Grignan par les commissaires du parlement d'Aix contre les habitants du Comtat venaissin pour avoir derrivé (sic) la rivière du Lez.
Sous l'Ancien Régime, la communauté gérait ses affaires de manière autonome. Tous les habitants avaient part à l'assemblée du village qui était cependant peu fréquentée.
Avant 1790, Grignan était une des terres adjacentes de Provence, c'est-à-dire une communauté du ressort du parlement et de l'intendance d'Aix. Cette communauté était le siège d'un bailliage, tribunal composé d'un bailli ou grand juge, d'un lieutenant et d'un procureur fiscal, connaissant sur appel des causes de toutes les communautés ou paroisses du comté de Grignan.
Dernièrement divisée en deux paroisses, dites de Grignan et de Bayonne (voir ce nom), cette communauté n'en forma pendant longtemps qu'une seule, dont l'église était dès 1106 sous le vocable de Saint-Vincent et dépendait du prieur des Tourrettes qui y prenait la dîme :
- En 1345, cette première église fut remplacée par une autre, que l'on dédia à saint Jean-Baptiste en 1458, et dans laquelle fut établi, en 1484, par les seigneurs de Grignan, un chapitre composé de six chanoines sous un doyen, auquel furent unis, en 1539, avec le prieuré des Tourrettes, ceux du Val-des-Nymphes, de Revest, d'Esparron et des Pallières, plus le doyenné de Colonzelle.
- Ainsi devenu décimateur à Grignan, ce chapitre auquel furent encore unis les prieurés de Chamaret, de Clansayes, de Montségur, d'Ortigues et de Saint-Amand, fut transféré, en 1543, dans une nouvelle église dite de Saint-Sauveur qui, celle de Saint-Jean-Baptiste ayant été ruinée pendant les guerres de religion, devint alors et est restée, jusqu'à la Révolution, collégiale et paroissiale.
- Le chapitre de Grignan se composait, en dernier lieu, d'un doyen, ayant toute juridiction sur les membres du chapitre, avec le droit de porter la mitre, la crosse et l'anneau, et de donner la première tonsure ; d'un sacristain, qui était en même temps curé ; d'un capiscol ; d'un maître de choeur ; de six chanoines et de quatre hebdomadiers.

#### Bayonne
Dictionnaire topographique du département de la Drôme :
- 1519 : habitator Bayone (Long, notaire à Grignan).
- 1521 : iter de Bayona (archives de Grignan).
- 1529 : mention de la paroisse : Bayona, perochie de Sersonis (Long, notaire à Grignan).
- 1529 : mansus de Bayonna (Bull. d'archéol., XII, 357).
- 1606 : oppidum de Bayonna (Bull. d'archéol., XII, 357).
- 1891 : Bayonne, hameau de la commune de Grignan.

En 1770, la paroisse de Bayonne remplace celle de Sarson.

Avant 1790, Bayonne était une paroisse du diocèse de Saint-Paul-Trois-Châteaux, dont l'église, dédiée à saint Pierre, dépendait du chapitre de Grignan. Pour le surplus, Bayonne faisait partie de la communauté de Grignan.

De 1801 à 1808, Bayonne a été succursale.

### Révolution française et Empire
Par la loi du 7 mars 1790, Grignan forme à lui seul un canton de l'arrondissement de Montélimar.
La réorganisation de l'an VIII (1799-1800) y adjoint les communes de Chamaret, Chantemerle, Colonzelle, Montjoyer, Montbrison, Le Pègue, Réauville, Roussas, Rousset, Saint-Pantaléon, Taulignan et Valaurie. Cependant Taulignan reste le chef-lieu du canton ainsi constitué jusqu'au 9 frimaire an X, date à laquelle Grignan le devient.

### Époque contemporaine
XIXe siècle : le maire François-Auguste Ducros est l'un des maires qui ont fait le plus pour Grignan : construction du lavoir place du Mail (1840), de la nouvelle mairie de style néo-classique (1857) à la place des anciennes halles du XVIe siècle du lavoir, de fontaines, du « pont Sévigné » traversant le Lez pour rejoindre Grillon, restauration de la collégiale. C'est cependant sous ses mandats que trois portes fortifiées ont été détruites afin faciliter le passage de charrettes (sous les remparts, petit Faubourg, jeu de ballon).

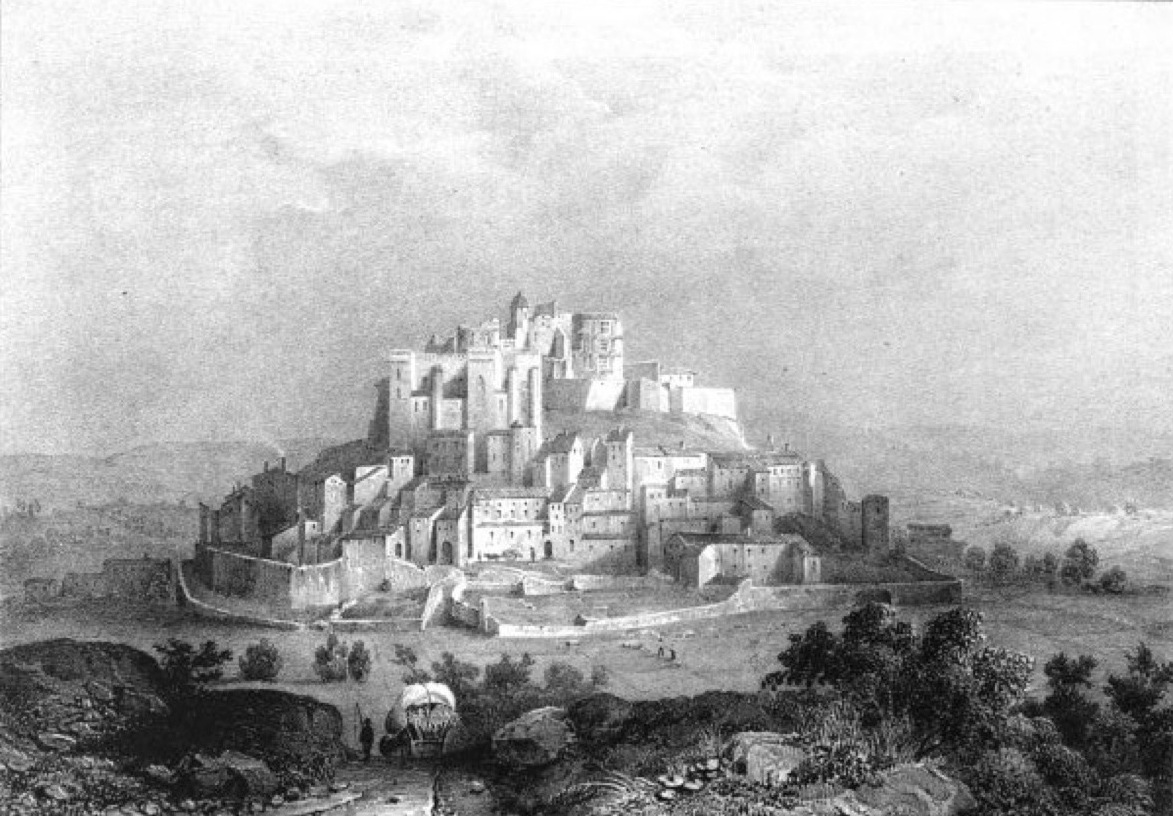
Grignan au XIXe siècle illustré par Victor Cassien (1808 - 1893).

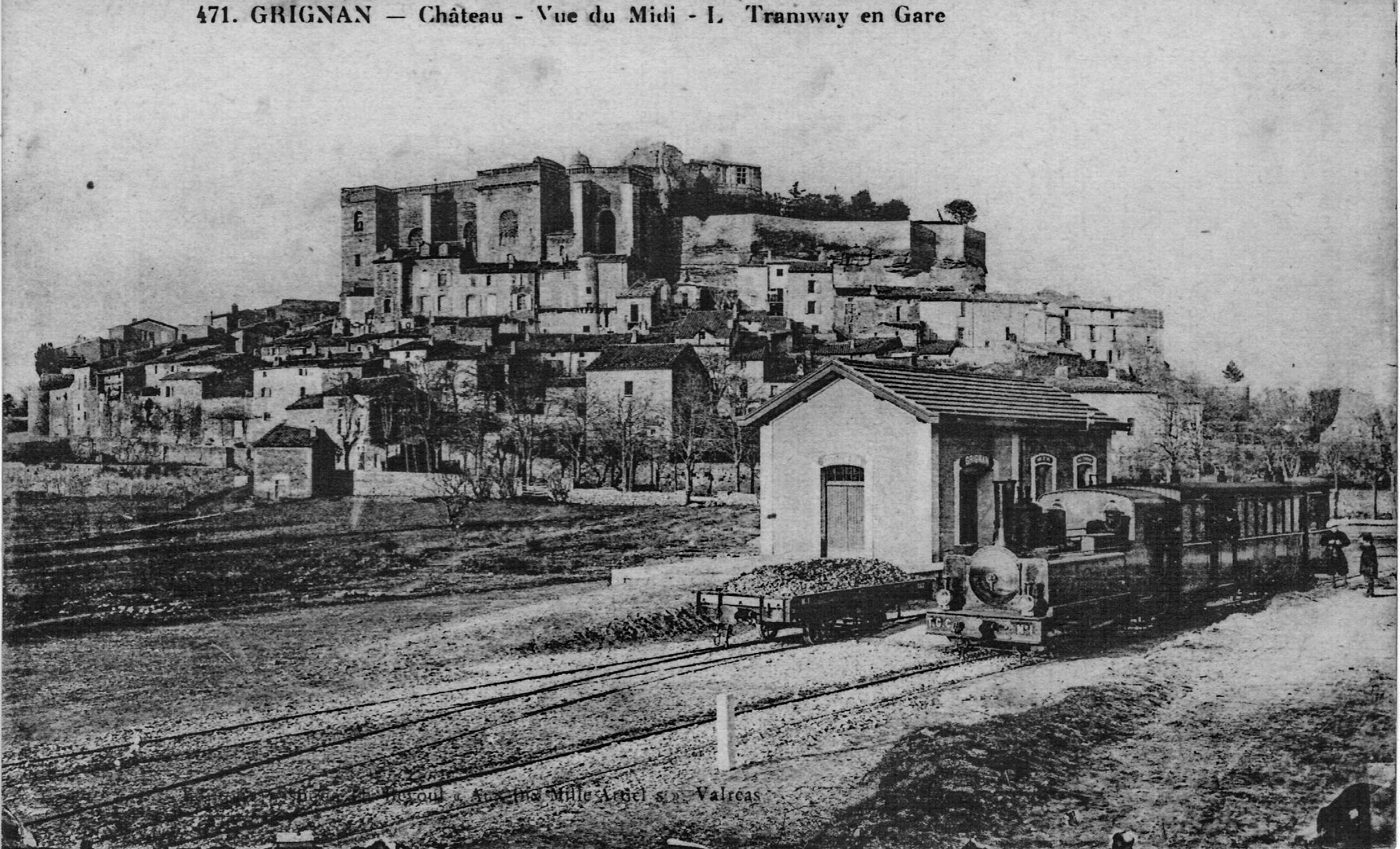
La « gare » du tramway, au pied du château.

Le bourg est desservi de 1907 à 1928 par le Chemin de fer Taulignan-Grignan-Chamaret, ligne métrique appelée localement tramway à vapeur permettant de rejoindre (à Chamaret) la ligne Pierrelatte-Nyons du Paris-Lyon-Méditerranée[réf. nécessaire].
L'agriculture de cette époque est marquée par de nombreux élevages, notamment ovins, des truffières, une polyculture. Un abattoir pour agneaux était présent sur la commune (c'est aujourd'hui un bâtiment de l'actuelle caserne des pompiers)[réf. nécessaire]. La vigne et le lavandin se sont beaucoup développés après 1950[réf. nécessaire]. Grignan avait aussi des carrières de pierre de taille, dans le Rouvergue (territoire situé entre Grignan et Chantemerle-lès-Grignan)[réf. nécessaire].
Le 17 juin 1965, la piscine municipale est inaugurée.
Le 24 novembre 1965, l'ancienne gare du chemin de fer Taulignan-Grignan-Chamaret est détruite.
Depuis 1995, le maire Bruno Durieux a été à l'origine de nombreuses améliorations : pavement de rues, restauration du lavoir, rachat et modernisation de l'actuelle « maison de Pays », création d'un nouvel escalier permettant de rejoindre la rue du Tricot, création de fontaines modernes[réf. nécessaire].

Le 3 avril 1996 est inauguré le nouveau pont Sévigné sur le Lez. Il permet la mise en place de la déviation autour de Grignan, mettant ainsi fin à la traversée obligatoire du village par les voitures et camions se rendant à Valréas et Nyons[réf. nécessaire].

## Politique et administration

### Rattachements administratifs et électoraux

#### Rattachements administratifs
La commune se trouve depuis 1926 dans l'arrondissement de Nyons du département de la Drôme.
Elle était depuis 1793 le chef-lieu du canton de Grignan. Dans le cadre du redécoupage cantonal de 2014 en France, cette circonscription administrative territoriale a disparu, et le canton n'est plus qu'une circonscription électorale.

#### Rattachements électoraux
Pour les élections départementales, la commune est  depuis 2014 le bureau centralisateur d'un nouveau canton de Grignan porté de 13 à 21 communes.
Pour l'élection des députés, elle fait partie depuis 1988 de la troisième circonscription de la Drôme..

#### Intercommunalité
Grignan, jusqu'alors membre d'aucune intercommunalité à fiscalité propre, est devenue membre le 1er janvier 2014 de la communauté de communes Enclave des Papes-Pays de Grignan, un établissement public de coopération intercommunale (EPCI) à fiscalité propre créé par la fusion de la petite communauté de communes du Pays de Grignan et de la communauté de communes de l'Enclave des Papes.
Cette intercommunalité a la particularité de s'étendre sur deux régions, Auvergne-Rhône-Alpes et Provence-Alpes-Côte d'Azur.

### Liste des maires
| Période                                    | Période                    | Identité                      | Étiquette             | Qualité |
| ------------------------------------------ | -------------------------- | ----------------------------- | --------------------- | --- |
| Les données manquantes sont à compléter. : |                            |                               |                       | |
| 1790                                       | 1793                       | M. de Nogaret                 |                       | |
| 1793                                       | 1799                       | Nicolas Antoine Salamon       |                       | |
| 1799                                       | 1802                       | François Alexandre Bernard    |                       | |
| 1802                                       | janvier 1808               | Louis Vigne                   |                       | |
| janvier 1808                               | mai 1815                   | Étienne Antoine Ducros        |                       | démis au moment des Cent-Jours |
| mai 1815                                   | juillet 1815               | Jean Duplan                   |                       | |
| juillet 1815                               | septembre 1815             | Étienne Antoine Ducros        |                       | Restauration |
| septembre 1815                             | 1821                       | Antoine Demard                |                       | |
| 1821                                       | 1827                       | Bruno Flachaire de Roustan    |                       | |
| janvier 1828                               | août 1830                  | Alexandre Bernard             |                       | |
| 1830                                       | juillet 1837               | Joseph Étienne Marie Salamon  |                       | Baron d'Empire, officier de la Légion d'honneur Officier d'état-major, chef du bureau au Ministère de la guerre conseiller général de Grignan (1833-1839) |
| juillet 1837                               | octobre 1868               | François Auguste Ducros       |                       | Notaire, chevalier de la Légion d'honneur[réf. nécessaire] |
| janvier 1869                               | mai 1869                   | Joseph François Pize          |                       | |
| mai 1869                                   | septembre 1870             | Joseph Auguste Labaume        |                       | |
| septembre 1870                             | octobre 1870               | Émile Loubet                  | Républicain           | Avocat, président de la commission provisoire Futur président de la République |
| octobre 1870                               | avril 1871                 | Pierre Léon Courtés           |                       | Receveur de l'enregistrement |
| avril 1871                                 | mai 1871                   | Léon Armandy                  |                       | Négociant |
| mai 1871                                   | 1877                       | Bernard Albert Martin         |                       | Docteur en médecine |
| 1877                                       | 1877                       | Théodore Flachaire de Roustan |                       | Avocat à Montélimar, négociant à Lyon, Fils de l'ancien maire Bruno Flachaire de Roustan |
| janvier 1878                               | février 1878               | Pierre Courtès                |                       | Receveur de l'enregistrement |
| février 1878                               | mars 1881                  | Dieudonné Chapouton (père)    |                       | |
| avril 1881                                 | mai 1884                   | Séverin Feschet               |                       | Propriétaire |
| mai 1884                                   | octobre 1894               | François Peyrremond           |                       | médecin Conseiller général de Grignan (1889-1894, 1925-1926) |
| octobre 1894                               | avril 1904                 | Jules Chapon                  | Républicain           | Conseiller général de Grignan (1899-1901) |
| mai 1904                                   | décembre 1919              | François Peyrremond           |                       | Docteur en médecine |
| janvier 1920                               | mai 1924                   | Louis Crozat                  |                       | Propriétaire mégissier |
| mai 1924                                   | juin 1926                  | François Peyrremond           |                       | Docteur en médecine Conseiller général de Grignan (1925-1926) |
| juillet 1926                               | 1945                       | André Vergier                 |                       | Médecin |
| mai 1945                                   | 1947                       | Léopold Veyrier               | DVG                   | Cadre SNCF Conseiller général de Grignan (1945-1949) |
| octobre 1947                               | 1953                       | André Vergier                 |                       | Docteur en médecine |
| mai 1953                                   | 1959                       | Léopold Veyrier               |                       | Cadre SNCF |
| mars 1959                                  | 1971                       | Maurice Chapouton             |                       | Trésorier payeur |
| mars 1971                                  | 1983                       | Roger Monteillet              |                       | Propriétaire, exploitant agricole |
| mars 1983                                  | juin 1995                  | Marcel Robert                 | PCF                   | Résistant, directeur d'école, syndicaliste Vice-président de l’association des pays de Grignan et de Valréas |
| juin 1995                                  | En cours (au 21 juin 2024) | Bruno Durieux                 | CDS puis MDR puis DVD | Polytechnicien, administrateur de l'Insee puis inspecteur général des finances Ministre (1990-1993) Président du comité national des conseillers du commerce extérieur de la France (CNCCEF) (1999-2014) Membre de la commission de déontologie de la fonction publique (2001-2009) Président de la commission des comptes de santé Vice-président de la CC Enclave des Papes-Pays de Grignan (2017-2020) Réélu pour le mandat 2020-2026 |

## Équipements et services publics

### Espaces publics
Le village est labellisé au titre des villages botaniques de la Drôme. Il comporte une grande collection de rosiers anciens plantés et entretenus par l'Association Pierres et Roses anciennes avec une éthique environnementale,.
Le village fait partie de l'association « Les Plus Beaux Villages de France ».

### Enseignement
Le groupe scolaire Émile-Loubet accueille les élèves de classes de maternelle et primaire. Il est composé de six classes pour 138 enfants[Quand ?].

### Santé
La commune ne dispose pas d'hôpital. Le plus proche se situe à Valréas (9 km) mais les hospitalisations nécessitant une intervention chirurgicale ou des examens complémentaires (scanner, IRM, etc.) doivent se faire à l'hôpital de Montélimar à environ 30 km.

## Population et société

### Démographie
L'évolution du nombre d'habitants est connue à travers les recensements de la population effectués dans la commune depuis 1793. Pour les communes de moins de 10 000 habitants, une enquête de recensement portant sur toute la population est réalisée tous les cinq ans, les populations de référence des années intermédiaires étant quant à elles estimées par interpolation ou extrapolation. Pour la commune, le premier recensement exhaustif entrant dans le cadre du nouveau dispositif a été réalisé en 2005.

En 2022, la commune comptait 1 589 habitants, en évolution de +2,85 % par rapport à 2016 (Drôme : +2,64 %, France hors Mayotte : +2,11 %).
| 1793  | 1800  | 1806  | 1821  | 1831  | 1836  | 1841  | 1846  | 1851  |
| ----- | ----- | ----- | ----- | ----- | ----- | ----- | ----- | ----- |
| 1 702 | 1 669 | 1 962 | 1 607 | 2 025 | 1 901 | 1 948 | 1 957 | 1 917 |

| 1856  | 1861  | 1866  | 1872  | 1876  | 1881  | 1886  | 1891  | 1896  |
| ----- | ----- | ----- | ----- | ----- | ----- | ----- | ----- | ----- |
| 1 979 | 1 934 | 1 932 | 1 840 | 1 802 | 1 748 | 1 707 | 1 657 | 1 539 |

| 1901  | 1906  | 1911  | 1921  | 1926  | 1931  | 1936  | 1946  | 1954  |
| ----- | ----- | ----- | ----- | ----- | ----- | ----- | ----- | ----- |
| 1 503 | 1 466 | 1 456 | 1 228 | 1 122 | 1 135 | 1 094 | 1 075 | 1 052 |

| 1962  | 1968  | 1975  | 1982  | 1990  | 1999  | 2005  | 2006  | 2010  |
| ----- | ----- | ----- | ----- | ----- | ----- | ----- | ----- | ----- |
| 1 072 | 1 113 | 1 099 | 1 147 | 1 300 | 1 353 | 1 452 | 1 464 | 1 607 |

| 2015  | 2020  | 2022  | - | - | - | - | - | - |
| ----- | ----- | ----- | - | - | - | - | - | - |
| 1 534 | 1 590 | 1 589 | - | - | - | - | - | - |

### Manifestations culturelles et festivités
Grignan propose des activités culturelles tout au long de l'année avec la MJC (théâtre, peinture, section botanique organisant une sortie mensuelle avec le groupe de Clansayes, etc.).
- Concerts d'orgues et musique ancienne (collégiale)[11].

Ces concerts sont organisés par le Comité des Orgues de Grignan, et échelonnés au long de l'année : Concert du nouvel An, concert de Pâques et du 15 août, plus les dimanches en été "Heures d'orgues"[réf. nécessaire].
- Février : les Rencontres du Livre, de la Truffe et du Vin : premier weekend de février: rencontres, démonstration de cavage de chiens truffiers, gastronomie, etc.[62][source insuffisante].
- Fin mars : depuis quelques années, le comptoir des poètes[63].
- Avril : fête communale : le lundi de Pâques[11].
- Début mai : la Fiero au Païs, foire agricole du pays de Grignan[64], marquée par un concours de fauchage à l'ancienne, un spectacle chaque année différent, une exposition sur le thème de l'agriculture et une fête foraine[réf. nécessaire].
- juillet (première semaine) : le Festival de la Correspondance (durant quatre jours)[65].
- Juillet-août : les fêtes nocturnes du château de Grignan. Chaque année une pièce de théâtre est jouée en plein air devant la façade est du château de Grignan[réf. nécessaire].
- Juillet-août : les marchés nocturnes costumés, organisés depuis 1996 par l'office de tourisme (artisanat d'art et produit du terroir) sur le thème du XVIIe siècle ou costumés aux couleurs de la ville de Grignan (jaune et bleu). Ils ont lieu le vendredi après le 14 juillet et le vendredi précédent le 15 août[62][source insuffisante].
- Août : fête patronale : le deuxième dimanche d'août[11].

#### Crèches de Noël
La crèche de Grignan, installée dans une chapelle de la collégiale Saint-Sauveur, de style provençal, a pour particularité d'être animée. De nombreuses maisons du village ont été reproduites à l'échelle, avec quelques imperfections (linteaux plats au lieu d'être cintrés par exemple) et quelques maisons manquantes. L'ensemble est d'une grande qualité. Le ciel a été peint par Sergio Ferro, un artiste brésilien résidant une grande partie de l'année à Grignan[réf. nécessaire].
Une autre crèche, permanente celle-là, est installée en périphérie du village dans le quartier de la Petite Tuilière. Sa visite est payante. Elle est considérée comme la plus grande du monde[réf. nécessaire]. Ce village provençal miniature est composé de plus de quatre-vingts maisons dont la hauteur s'étage entre 1 mètre et 1,20 mètre. Elles ont été construites avec les mêmes matériaux que ceux qui sont traditionnellement utilisés dans la région (pierre, bois, ciment). Elles ont été recouvertes de 60 000 tuiles ; ces toitures pèsent entre 50 et 120 kilos chacune. La crèche, qui couvre 1 116 m2, est animée par plus de 1 000 santons.

### Sports et loisirs
- Randonnées (itinéraires champêtres)[11].
- Piscine[11].

La piscine municipale est ouverte du 1er juillet au 31 août, et dispose d'un bassin de 25 m, et d'un grand bassin pour les enfants.
- Chasse et pêche[11].

La commune dispose d'un stade de football, de terrains de tennis, et d'un boulodrome.
Des évènements sportifs annuels sont également organisés : « La Foulée de la marquise » (une course à pied) ; « Les Cyclos grignanais » organisent plusieurs courses de cyclotourisme et de VTT.

### Cultes
La commune fait partie de la paroisse catholique Jean-François-Régis-sur-Lez et relève du diocèse de Valence. Elle est responsable de la collégiale Saint-Sauveur.

## Économie

### Agriculture
En 1992 : lavande (essence), vignes (vin AOC Coteaux du Tricastin), ovins, apiculture (miel), truffes.
- Produits locaux : pognes Bœuf grignan, confiserie Rochers Sévigné[11].
- Marché : mardi (truffes du 1er octobre au 1er avril)[11].

Culture de lavandin (coopérative agricole de distillerie de lavande), de truffes, de vigne (vin AOC Grignan-les-adhémar et de tournesol. De nombreux apiculteurs produisent du miel[réf. nécessaire].

### Artisanat
De nombreux artisans y sont implantés : ferronniers, maçons, tailleur de pierres, potier, céramiste d'art, etc..

### Commerce
Commerçants, hôtels, restaurants.

### Industrie
- Entreprise Durance en Provence[73].

## Culture locale et patrimoine

### Lieux et monuments

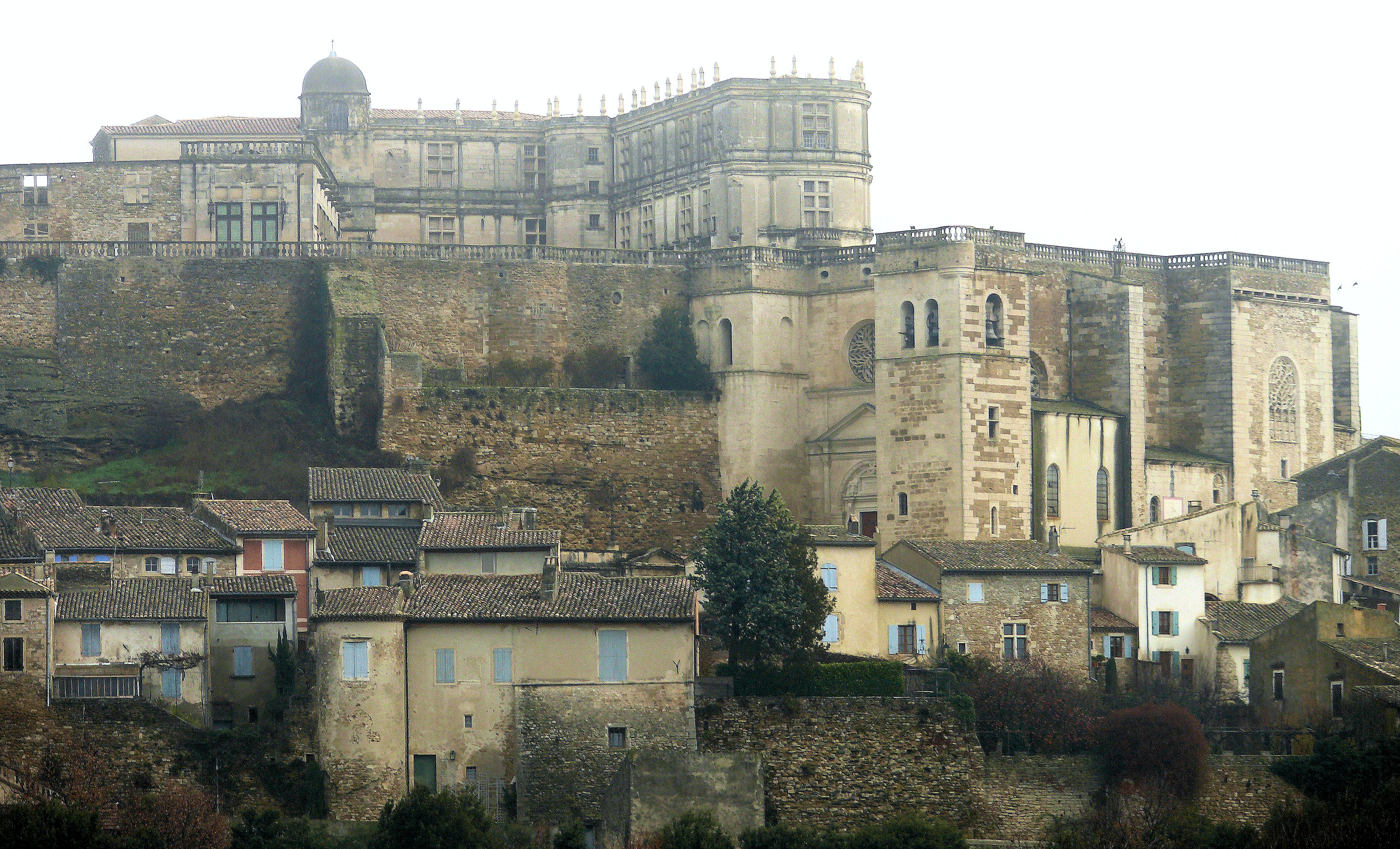
Château de Grignan, côté ouest (bâtiments sur la cour du puits) et collégiale Saint-Sauveur.

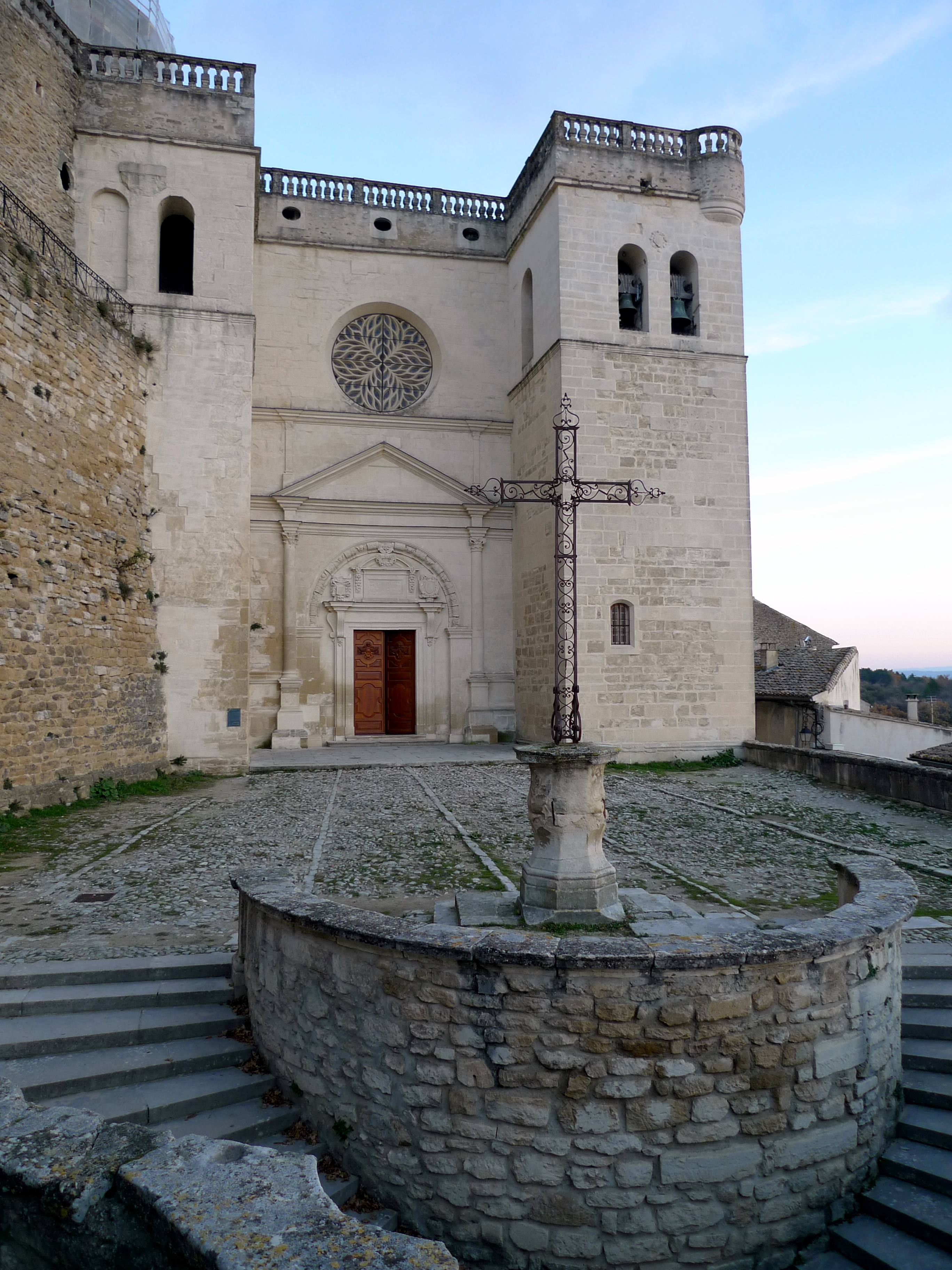
Collégiale Saint-Sauveur (façade).

- Restes du castrum médiéval des Adhémar.
- Four banal : l'ancien four banal est mentionné à plusieurs reprises dans les archives du village. On retrouve des textes qui, dès le XIVe siècle, rappellent aux habitants l'obligation de cuire leur pain dans le four du seigneur. Ses restes sont visibles dans la rue du Four. Les voûtes ruinées qui le précèdent sont les restes d'une maison qui avait été bâtie devant[74].
- Chapelle Saint-Vincent de Grignan de style roman (IMH).

Elle se situe au cimetière. C'est aujourd'hui le monument le plus ancien de Grignan. De style roman primitif, la chapelle date du XIe siècle. Sa façade et la régularité de sa construction en petit appareil en font un édifice remarquable. Mentionnée dans une bulle du pape Pascal II datée du 24 avril 1105, elle dépendait du prieuré des Tourrettes, du diocèse de Die, et fut église paroissiale de 1280 jusqu'au XVe siècle. Son abside, voûtée en cul de four, paraît avoir subi de nombreuses transformations au XIVe siècle[réf. nécessaire].
En 2013, ses vitraux XIXe siècle ont été retirés pour faire place aux créations contemporaines de Ann Veronica Janssens].
- La Porte du Tricot : cette porte fortifiée est l'une des deux portes fortifiées ayant subsisté à Grignan. Elle date du XIIIe siècle et a été surélevée en 1600 afin d'accueillir une cloche et une horloge qui lui valent son surnom de beffroi. Le parement de la voûte a été restauré[76]. L'autre porte fortifiée est située au nord-est près de l'hôtel Sévigné, mais ne présente pas autant d'intérêt. On voit des traces (insertion d'un claveau) de la porte de Coste-Chaude et la porte de la rue Saint-Louis[réf. nécessaire].

Beffroi (XIIe siècle) (MH) et porte (XIVe siècle).
- Maison de Justice (XIIe siècle).

La Maison du Bailli. Cette maison de justice est l'un des édifices les plus anciens de Grignan avec la chapelle Saint-Vincent. Ses bâtiments ont hébergé la chapelle Saint-Louis qui servit d’église paroissiale à la fin du XVIe siècle, puis la Confrérie des Pénitents blancs du Saint-Sacrement aux XVIIe et XVIIIe siècles.
Au XIXe et au début du XXe siècle, elle abritait une école de garçons (1831-1965).
Des fenêtres percées au XIXe siècle en ont beaucoup modifié l'aspect. Une intéressante ouverture murée en plein cintre, romane, est visible depuis la Poste.
Aujourd'hui, cette maison abrite Colophon, Maison de l'imprimeur, à la fois musée de l'imprimerie avec une collection de presses du XIXe siècle, atelier, librairie et éditeur.
- Maisons anciennes (style gothique) : voûtes dans les vieilles rues (XIIe siècle au XIVe siècle).
- Ancien hôpital (XVe siècle).
- Château de Grignan : trois corps de bâtiments (XVIe siècle),façade des Prélats et mur avec portail (XVIIe siècle) (IMH)[11].
- Église (MH) et son escalier (MH) : ancienne collégiale Saint-Sauveur (XVIe siècle)[77] : verrières, portail Renaissance entre deux tours, nef voûtée d'ogives flamboyantes, abside à cinq pans, boiseries (XVIIe siècle), tribune seigneuriale (14 m), buffet (XVIe siècle), retable (XVIIe siècle), réserve baptismale (XVIIe siècle), orgue (XVIIIe siècle), toiles (XVIIe et XVIIIe siècles), nombreux objets classés dont le plateau de quête[11].

Orgue construit par Le Royer en 1663.
- Le presbytère (ou cure), ancien palais du doyenné, il servit de mairie de la Révolution jusqu'en 1857. Aujourd'hui c'est une maison privée qui conserve une cheminée classée du XVIe siècle. Cet édifice, inscrit aux Monuments historiques, a cependant été modifié en 2013 avec des surhaussements et deux extensions arrondies à l'est et au sud. L'ancien escalier de la mule qui desservait l'étage depuis la rue sous les remparts a été détruit pour laisser place à une entrée de garage[réf. nécessaire].
- Les restes de la rue couverte : au XVIe siècle existait, pour permettre la circulation de la garnison militaire autour des remparts de la ville, une rue couverte et voûtée. Cette rue s'étendait sur l'actuelle montée du Tricot (aujourd'hui à ciel ouvert) et se poursuivait le long des remparts. On en retrouve des traces. La plus visible est la voûte située près de la calade entre l'escalier appelé escalier Neuf (au sud) et la Grande Rue (au nord). Cette section de voûte a été correctement terminée par de belles pierres et une liaison au mur après la création de cet escalier neuf et de la calade au XIXe siècle[réf. nécessaire].
- Hôtel particulier de la rue du Grand Faubourg

Au no 27 de la rue du Four s'élève un ancien hôtel particulier édifié à partir de 1680 mais surtout au milieu du XVIIIe siècle. Les travaux ont été commandés par monsieur Flachaire (famille qui prendra le nom de Flachaire de Roustan à partir de 1875).
La façade sur rue présente une ordonnance de cinq travées, avec des fenêtres cintrées, une porte imposante, dominée par un balcon supporté par d'importantes consoles sculptées, et agrémenté d'un garde-corps en ferronnerie. Les clés de voûte des fenêtres n'ont pas été terminées ; elles ont été posées mais non sculptées, ce qui laisse à penser que la décoration a été brutalement interrompue.
Cet hôtel particulier a abrité l'école privée Sainte-Thérèse au XXe siècle (jusqu'à sa fermeture définitive au début des années 2000)[réf. nécessaire].
- Place du Mail et lavoir monumental[11].
- Mairie (XIXe siècle)[11].
- Statue de la marquise de Sévigné (XIXe siècle)[11].
- Autres maisons remarquables[réf. nécessaire] :
  - Près de la calade menant de la rue du Four au Chemin de ronde se trouvent les restes d'un bel hôtel particulier de la fin du XVe siècle, en grande partie reconstruit. Quelques pierres sculptées de style gothique flamboyant peuvent être admirées, notamment sur la partie ruinée non relevée.
  - Rue Saint-Sauveur, au numéro 7, se trouve un grand hôtel particulier à la façade reconstruite au XVIIIe siècle. Il est particulièrement remarquable vu depuis le sud du village où il forme un alignement de grandes fenêtres cintrées.
  - Rue Saint-Louis, près du numéro 13, se trouve un ancien hôtel particulier du XVIe siècle dont les fenêtres à meneaux et le porche voûté donnant sur la cour ont été vendus à des acheteurs des États-Unis au début du XXe siècle. Des gravures montrent le porche encore présent (il est aujourd'hui remplacé par un linteau de béton). À l'intérieur de ce bâtiment se trouve un très bel escalier à vis qui eut à souffrir des ondes de choc du séisme qui détruisit Clansayes sous Louis XV et qui fit quelques dégâts à Grignan (linteaux et marches fissurés).
  - En face se trouve un bel édifice avec une avancée et une fenêtre moulurée. Des balustrades provenant des pillages du château de Grignan sont visibles depuis la rue de l'Hôpital et la rue Coste-Froide.
- La Grotte de Rochecourbière (site classé) est un abri sous roche aménagé au XVIIe siècle. Cette grotte[83],[84], est située à environ un kilomètre du village. C'est une avancée de rocher baptisée « la roche courbée » ou Rochecourbière. Il s'agit d'un site préhistorique faisant partie des possessions des seigneurs de Grignan et a été recensé dans les biens seigneuriaux en 1789 comme « garenne de Rochecourbière ».

La grotte a été aménagée au XVIIe siècle par le chevalier de Grignan, Joseph Adhémar, frère du comte François-Adhémar de Grignan, époux de Françoise, comtesse de Grignan et fille de la célèbre madame de Sévigné. On a pu dès lors accéder à la grotte par un grand escalier conduisant à une esplanade sur laquelle se trouve une fontaine qui recueillait, jusqu'à récemment, un mince filet d’eau s'écoulant du rocher.
Ce lieu est symbolique du rapport intime qu'entretenait la comtesse de Grignan avec sa mère et que l'on retrouve dans leur correspondance. La marquise, lors de ses séjours à Grignan où elle rendait visite à sa fille, se promenait souvent vers la grotte qu'elle qualifiait de « lieu enchanté ». C'est un endroit qu’elle affectionnait particulièrement et qu’elle mentionnait régulièrement dans ses lettres. La comtesse de Grignan a également fait aménager le site pour le rendre plus agréable et venir s'y reposer. Elle y donnait des fêtes et des banquets lors de la saison estivale.

La grotte au tout début du XXe siècle
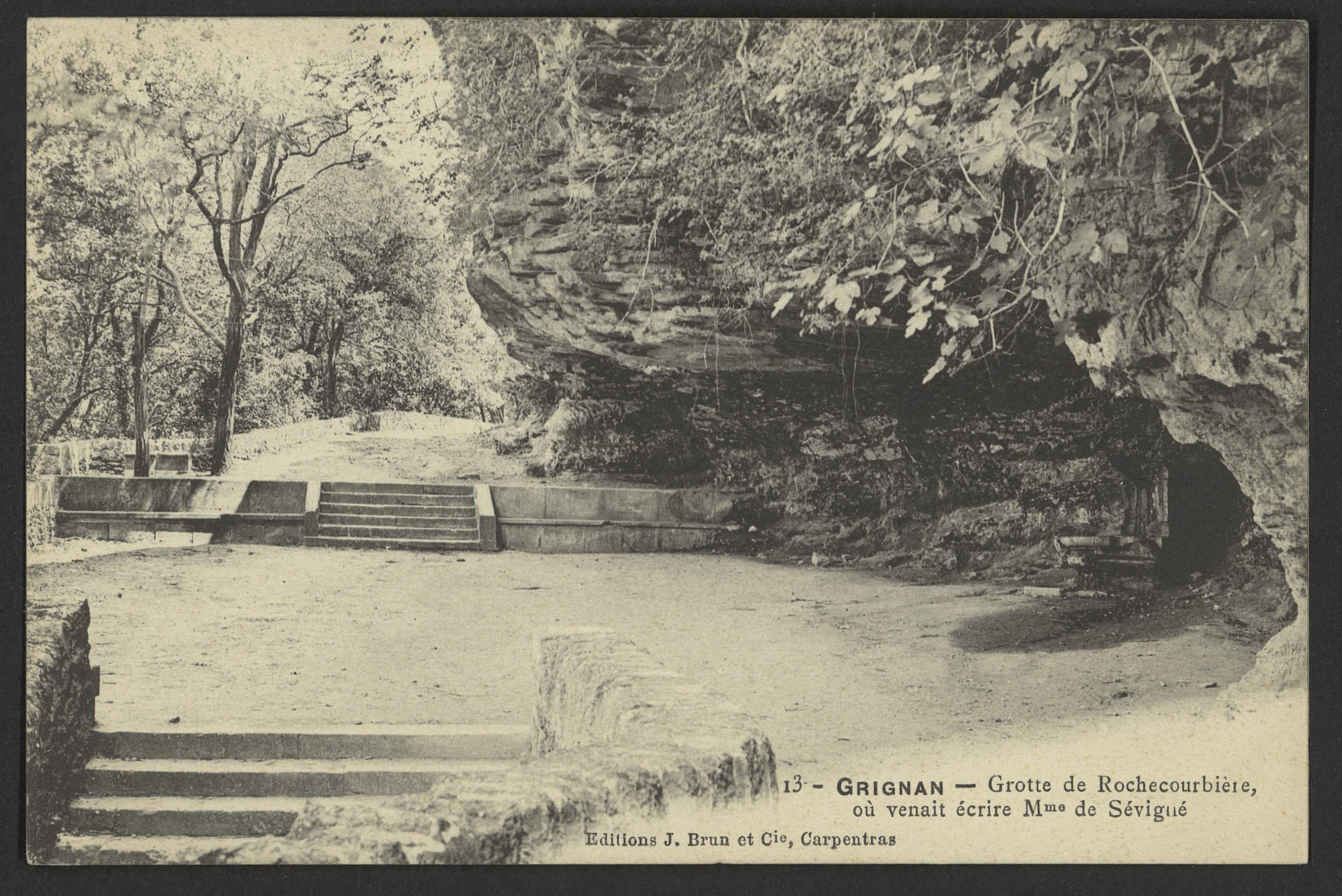
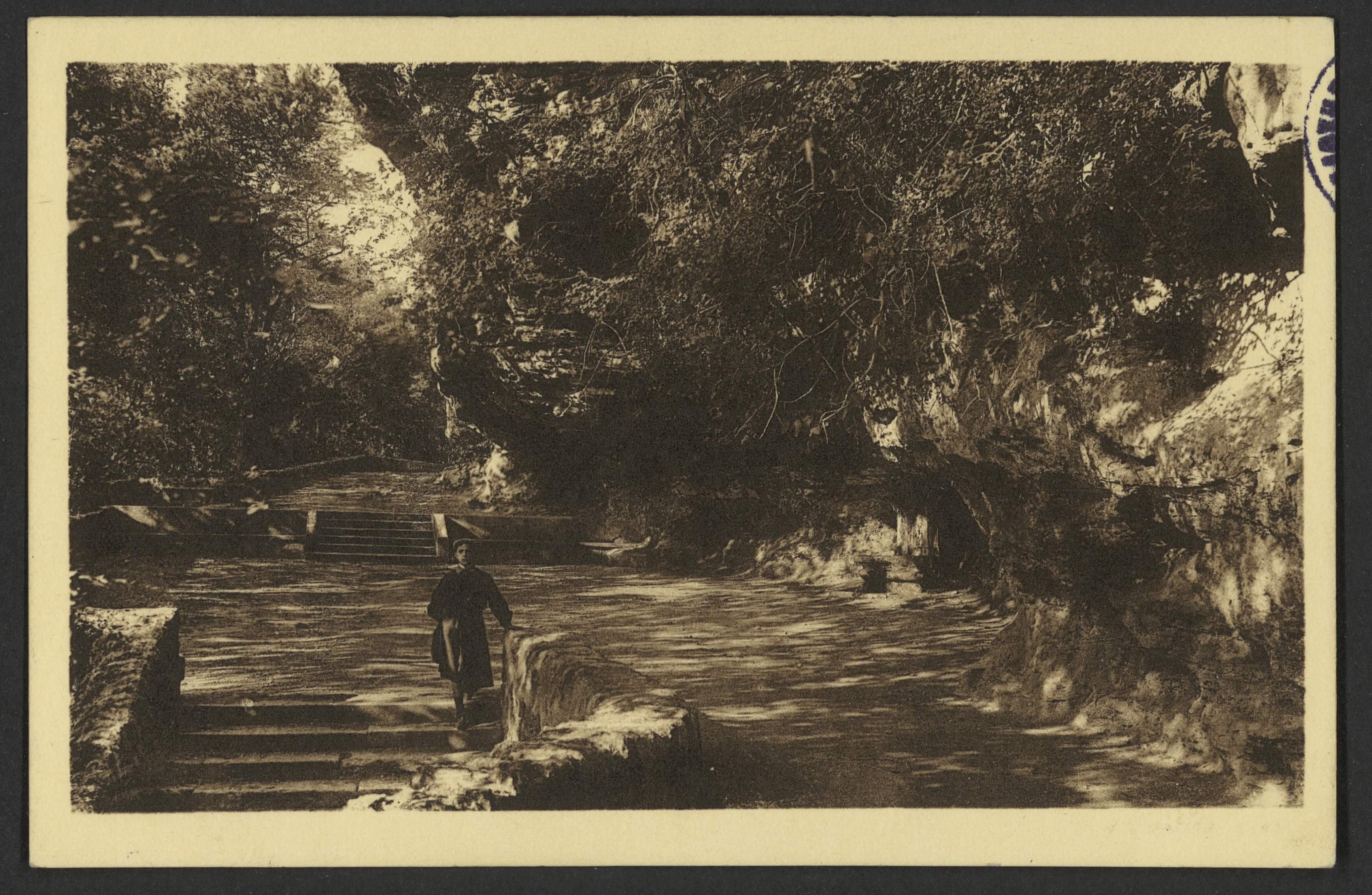
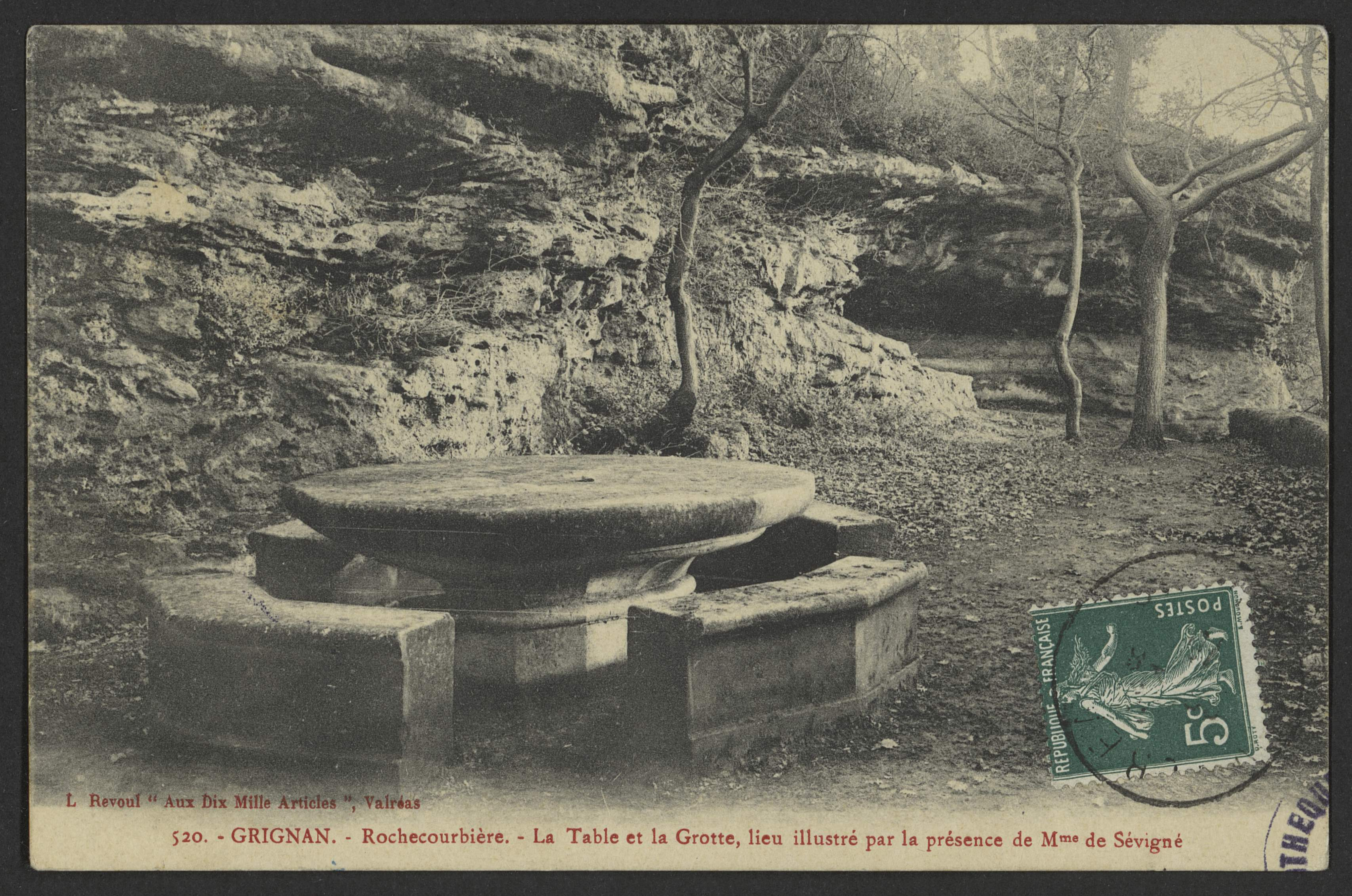

En 1732, les biens de la famille Castellane-Adhémar sont passés aux Du Muy. Ils seront par la suite saisis à la Révolution puis partiellement rendus. Au XIXe siècle, la grotte est rachetée aux derniers héritiers des Du Muy, par le général Joseph-Étienne Salomon, baron d’Empire et maire de Grignan de 1830 à 1837. Il restaure le site et installe la table en pierre de style Louis XIV toujours présente. Comme l’indique l'inscription qui se trouve sur une plaque sur la paroi de la grotte, « la grotte de la Rochecourbière a été donnée à la commune de Grignan par Monsieur le Baron Salomon, le 20 novembre 1837 ».
Au XIXe et au début du XXe siècle, des concerts y étaient donnés et des fanfares y jouaient. Plus tard, dans les années 1930, la population se rendait à Rochecourbière le lundi de Pâques et y dansait à la clarté des lanternes une fois la nuit tombée.
Par arrêté du ministère de l’Éducation nationale, le 20 août 1938, la grotte de la Rochecourbière est classée parmi les sites et monuments naturels de caractère artistique historique, scientifique, légendaire ou pittoresque.

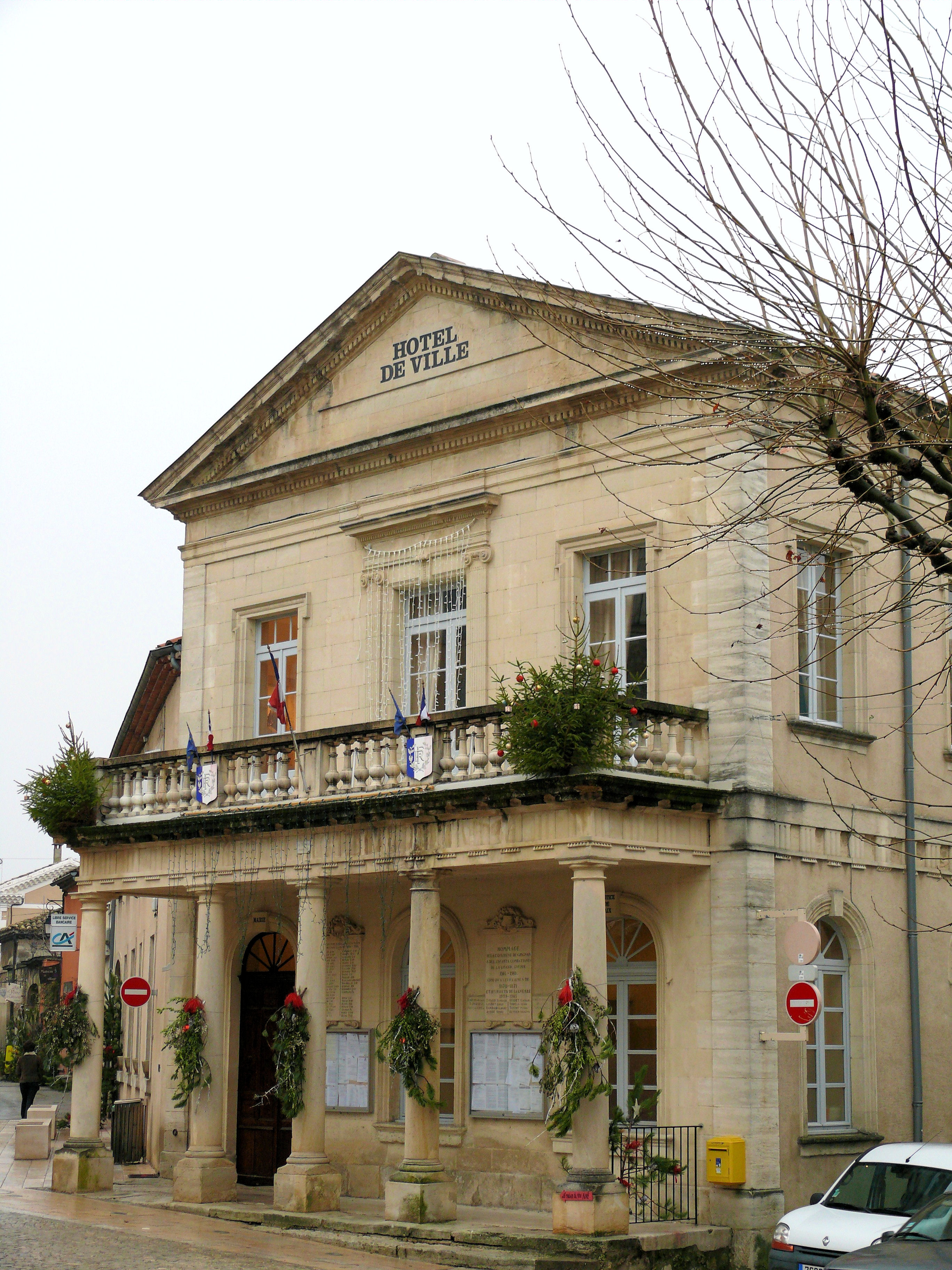
Hôtel de ville construit en 1857 à l'emplacement des anciennes halles et boucherie du XVIe siècle.
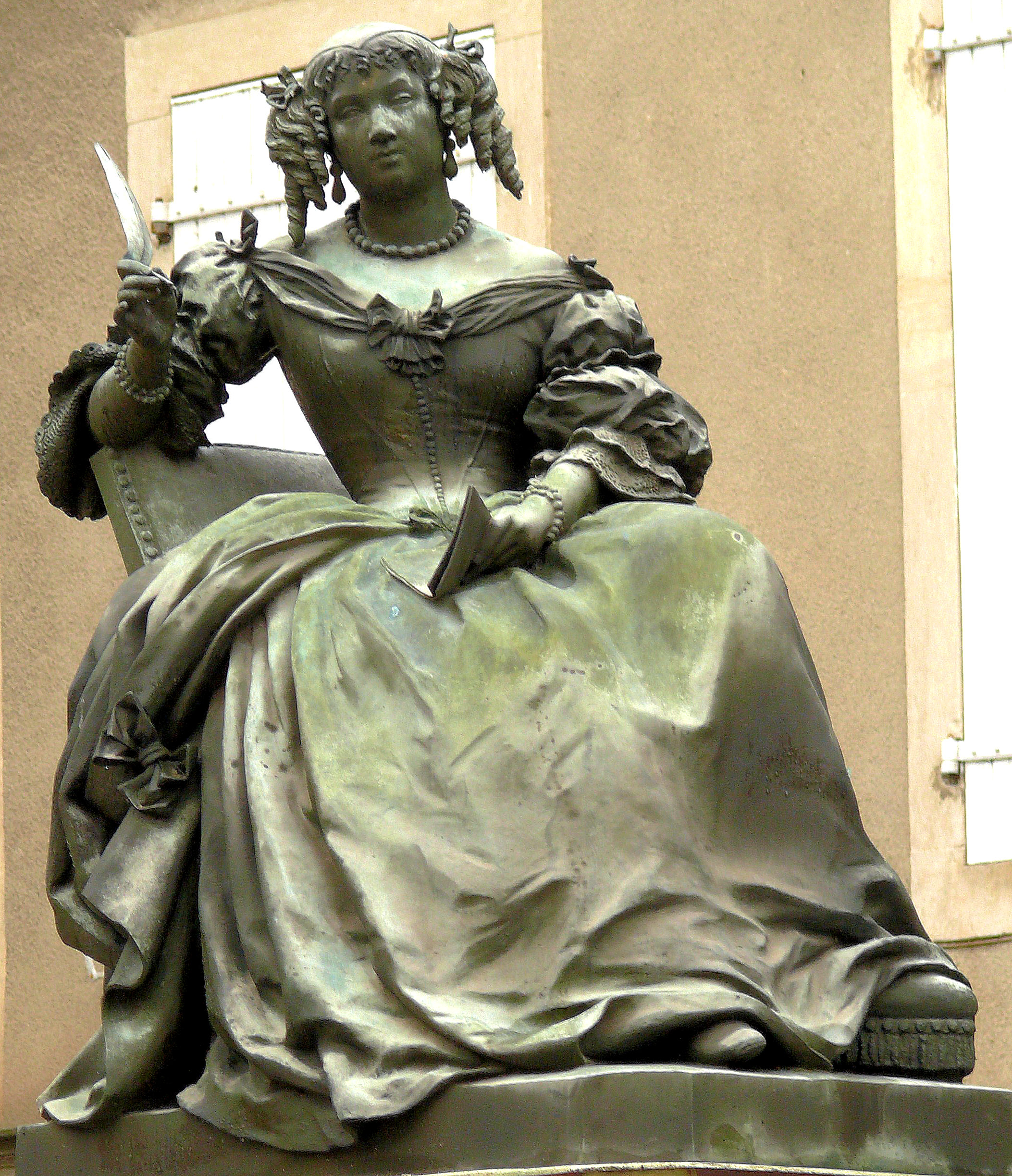
Statue de la marquise de Sévigné érigée en 1857 sur la fontaine de la place Sévigné.
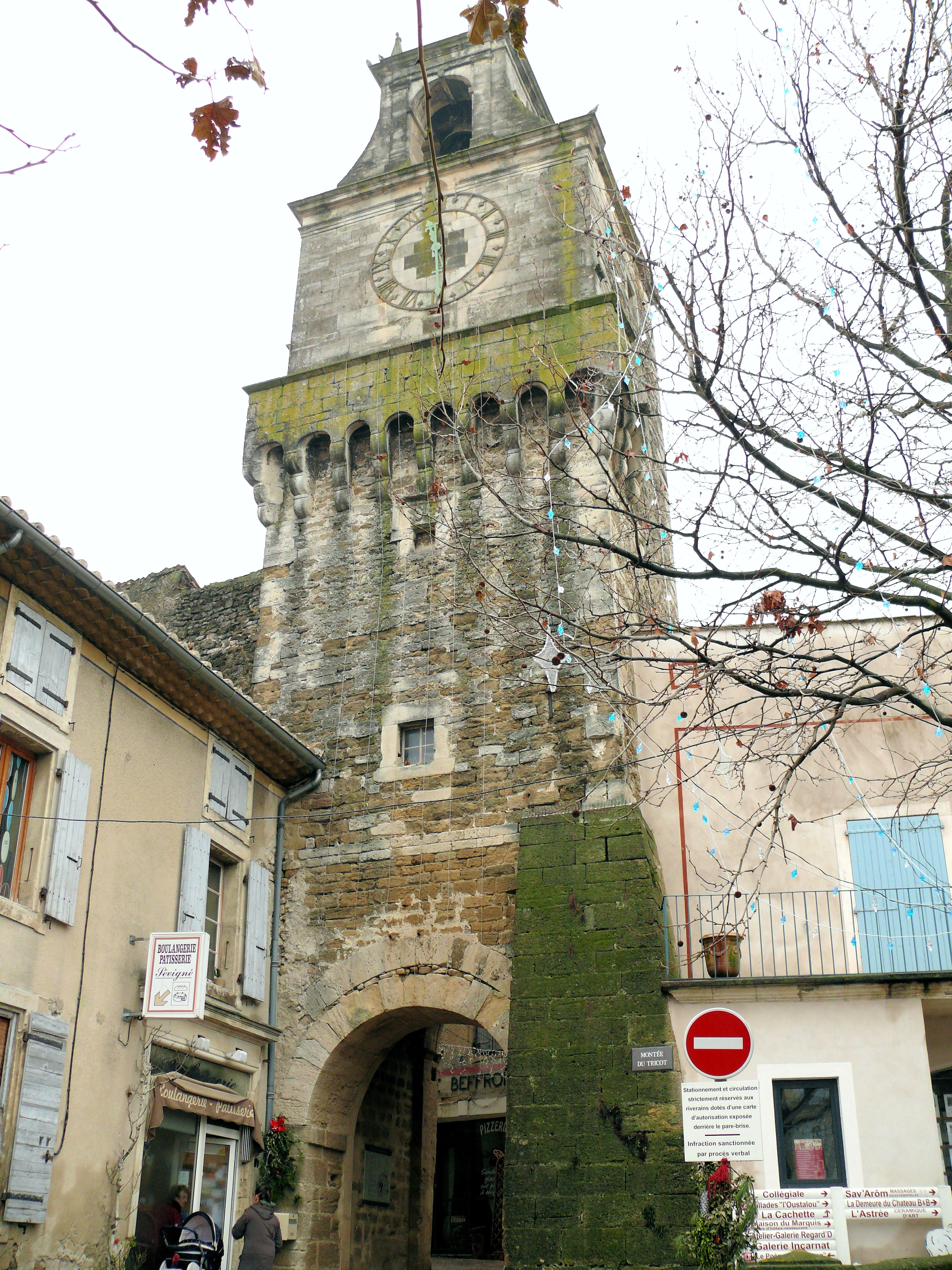
Tour de la porte du Tricot de l'enceinte de la ville, ou beffroi. Surélevée en 1600 pour permettre l'installation de la première horloge publique.
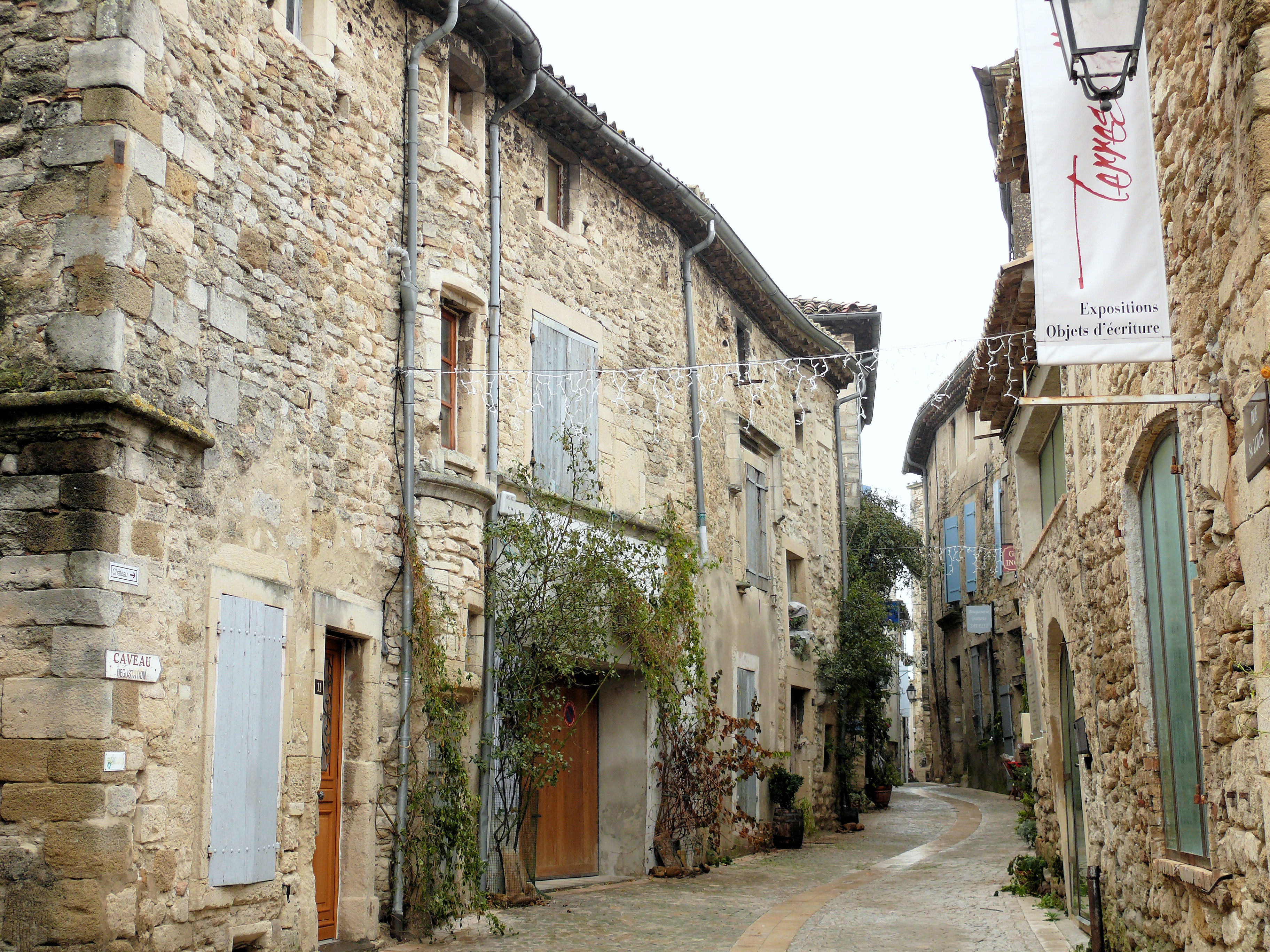
Rue Saint-Louis.
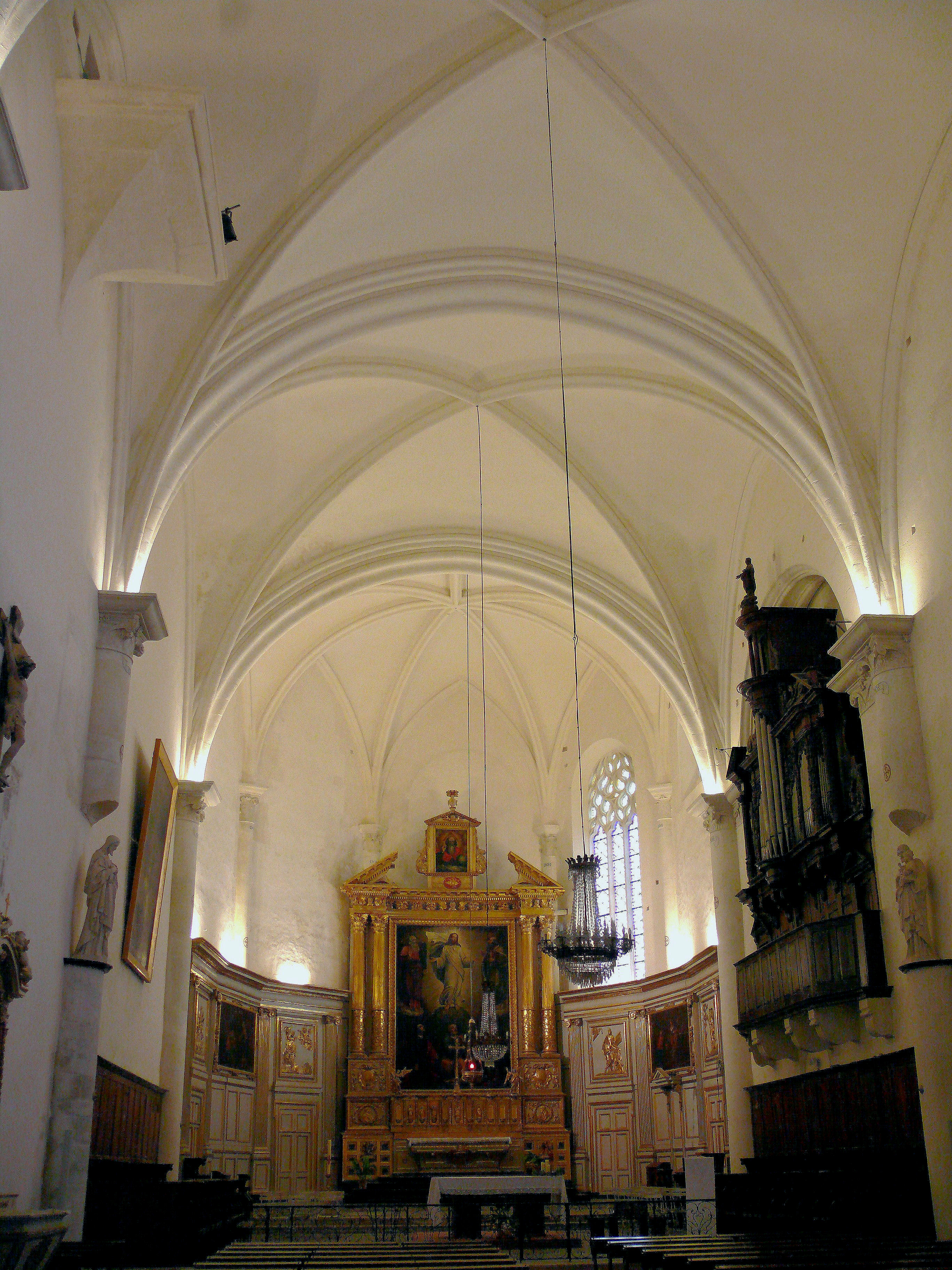
Collégiale Saint-Sauveur (nef).

#### Monuments disparus
Près du cimetière se trouvait aussi la chapelle Notre-Dame-de-Beaulieu ou de l'Aumône,, qui dépendait du diocèse de Saint-Paul-Trois-Châteaux et de l'archevêché d'Arles (archives de Valence). Cette chapelle était en ruines en 1836, puis ses pierres ont servi à la construction d'un pont sur la Berre. Elle avait une forme de croix latine à abside mesurant douze mètres dans œuvre, et un clocher-mur à arcades sur le chœur.
À côté de cette chapelle se trouvait l'Aumône, établissement destiné aux malades et aux pauvres, attesté dès le XIIe siècle par une bulle du pape Pascal II datée du 23 avril 1105. Cet hospice s'élevait à l'ouest du fossé dit vallat de l'Andrône, sur la terre de Notre-Dame, actuel pré Chapouton où a lieu le concours de fauchage de la foire agricole.
Dans le village se trouvait la chapelle Saint-Louis. Cette chapelle ayant été transformée en temple par les protestants, ce sont les catholiques qui la détruisirent au XVIe siècle. Seule la crypte et quelques rares vestiges extérieurs sont encore visibles dans une propriété privée où la crypte sert de cave[réf. nécessaire].
L'entrée de l'hôpital de Grignan était située dans l'actuelle rue d'Or où, en 1444, dame Alix Auriole, veuve de Bertrand de Vesc, lègue la maison qu'elle y possède pour y fonder un premier établissement intra-muros qui est à l'origine de l'hôtel-Dieu de la Croix, devenu asile, pensionnat, école primaire de filles, et dont les bâtiments abritent aujourd'hui la poste et la bibliothèque de la commune,. Si l'ensemble des bâtiments a été assez profondément modifié au XVIIIe siècle et au XIXe siècle, la porte d'entrée du XVe siècle a subsisté. Elle est visible rue d'Or où elle arbore le monogramme « IHS » sur son linteau. De même, dans la rue montant au château où l'on voit une tourelle en léger encorbellement avec ses moulures et sa petite fenêtre à meneau murée est un beau reste. Des restes de fenêtres à meneaux sont décelables derrière le crépi de la maison du 3, rue Montant au Château (au-dessus des encadrements cintrés XVIIIe siècle). Un reste de fenêtre gothique à remplages a été conservé dans un mur du grenier de cette maison[réf. nécessaire]).
Plusieurs portes fortifiées ont été détruites, dont on peut encore observer des restes : un claveau permettant la liaison entre l'arc de la porte fortifiée et le mur, une porte près de l'actuelle place Coste-Chaude, ancienne place aux Herbes du cadastre de 1836), une porte rue Saint-Louis.
La gare de l'ancienne ligne de tramway à vapeur Taulignan-Grignan-Chamaret se trouvait près de l'actuelle piscine. Cette gare peut être vue sur d'anciennes cartes postales[réf. nécessaire].

#### Murs et cabanes de pierre sèche
Le Pays de Grignan est parsemé de murets de pierre sèche, qui sont, selon les endroits, en mollasse ou en calcaire. Beaucoup de ces murs, faute d'être régulièrement entretenus, se dégradent ou s'écroulent. Les rares murets reconstruits ne le sont pas selon les règles puisqu'ils font appel à du mortier. À Taulignan, se trouvaient des murets faits de grandes dalles calcaires placées verticalement et alignées les unes à côté des autres. Ces constructions se raréfient[réf. nécessaire].
Les cabanes du pays de Grignan sont à base carrée. Elles datent pour la plupart du XIXe siècle. Beaucoup sont ruinées, certaines ont la voûte effondrée mais les murs en bon état. D'autres sont détruites et pillées par des voleurs de pierres. Aucune loi ne permet leur protection. Leur avenir dépend donc du bon vouloir de leurs propriétaires (qui reculent souvent devant les frais de restauration par des professionnels de la pierre sèche). C'est un patrimoine en péril à Grignan, alors qu'à d'autres endroits, la présence de cabanes en pierres sèches est devenue un attrait touristique, comme dans le Causse de Gramat (Lot) ou sur le plateau des Claparèdes (Vaucluse)[réf. nécessaire].
Au cours des années 2010, Jean-Pierre Couren, ancien conseiller municipal délégué à la culture, ancien conservateur des Monuments historiques, avait commencé un programme d'inventaire et de restauration. Le muret de pierres sèches bordant l'ancien chemin de Donzère a ainsi été restauré, dans la limite des moyens financiers, grâce à Loys Ginoul (murailler de Provence) et une équipe de personnes en réinsertion[réf. nécessaire].
Désormais, les anciens murets de pierres sèches sont reconstruits avec du mortier, en tentant de respecter l'appareillage traditionnel et l'assise sommitale de pierres en délit (inclinées) (exemple: route de Montélimar)[réf. nécessaire].

### Patrimoine culturel
- Musée municipal : mobilier, tapisseries (XVIIe siècle)[11].
- Espace d'Art François-Auguste Ducros[89]  : 
L'Espace d'Art François-Auguste Ducros est un lieu municipal consacré à l'art contemporain. Installé dans une ancienne demeure bourgeoise, il porte le nom d'un ancien maire de Grignan à qui l'on doit l'essentiel du développement du village dans la première moitié du XIXe siècle.
Le bâtiment, rénové en 2004 par l’architecte Jean-Michel Wilmotte, abrite également l'Office du Tourisme du Pays de Grignan, la bibliothèque municipale, le Syndicat des Vignerons de l'AOC Grignan-Les-Adhémar et son caveau de dégustation.
Cet espace fonctionne au rythme de trois expositions par an. La première est programmée par l'association Les Enfants du Facteur vouée au rapprochement des arts singuliers et natifs à l'art contemporain. La deuxième est réalisée par l'Institut d'Art Contemporain de Villeurbanne/Rhône-Alpes qui présente des œuvres de sa collection en rapport avec la thématique du Festival de La Correspondance. La troisième, proposée par la commission culturelle de la ville, permet de présenter le travail d'artistes régionaux principalement.

### Personnalités liées à la commune
- Le village de Grignan est intimement lié à la marquise de Sévigné (1626-1696), dont 764 lettres (sur les 1 120 que l'on a conservées) étaient destinées à sa fille, la comtesse de Grignan[90]. La marquise séjourna trois fois à Grignan. C'est d'ailleurs là qu'elle mourut en 1696 ; elle fut enterrée dans la collégiale[réf. nécessaire].
- François de Castellane-Ornano-Adhémar de Monteil de Grignan, duc de Termoli, comte de Grignan et de Campobasso, baron d'Entrecasteaux, lieutenant général de Provence, gendre de la marquise de Sévigné[réf. nécessaire].
- Hélène Péras (1924-2018) : poètesse française, y résidait.
- Philippe Jaccottet (né en 1925 à Moudon en Suisse, mort en 2021 à Grignan) : poète ; il résidait sur la commune depuis 1953.
- Georges Despy (né en 1926, mort en 2003 à Grignan) : historien médiéviste belge.
- Marie Fontaine qui, par ses efforts financiers (entre 1913 et 1937) permit la reconstruction du château de Grignan, lequel prit une audience nationale.

### Héraldique, logotype et devise
| Blason de Grignan | Blason  | D'or à trois bandes d'azur. |
| Blason de Grignan | Détails | Armes de la famille d'Adhémar, barons de Grignan (baronnie érigée en comté en 1558, branche éteinte en 1559). Le statut officiel du blason reste à déterminer. |

## Pour approfondir